# Biserica din Tăut

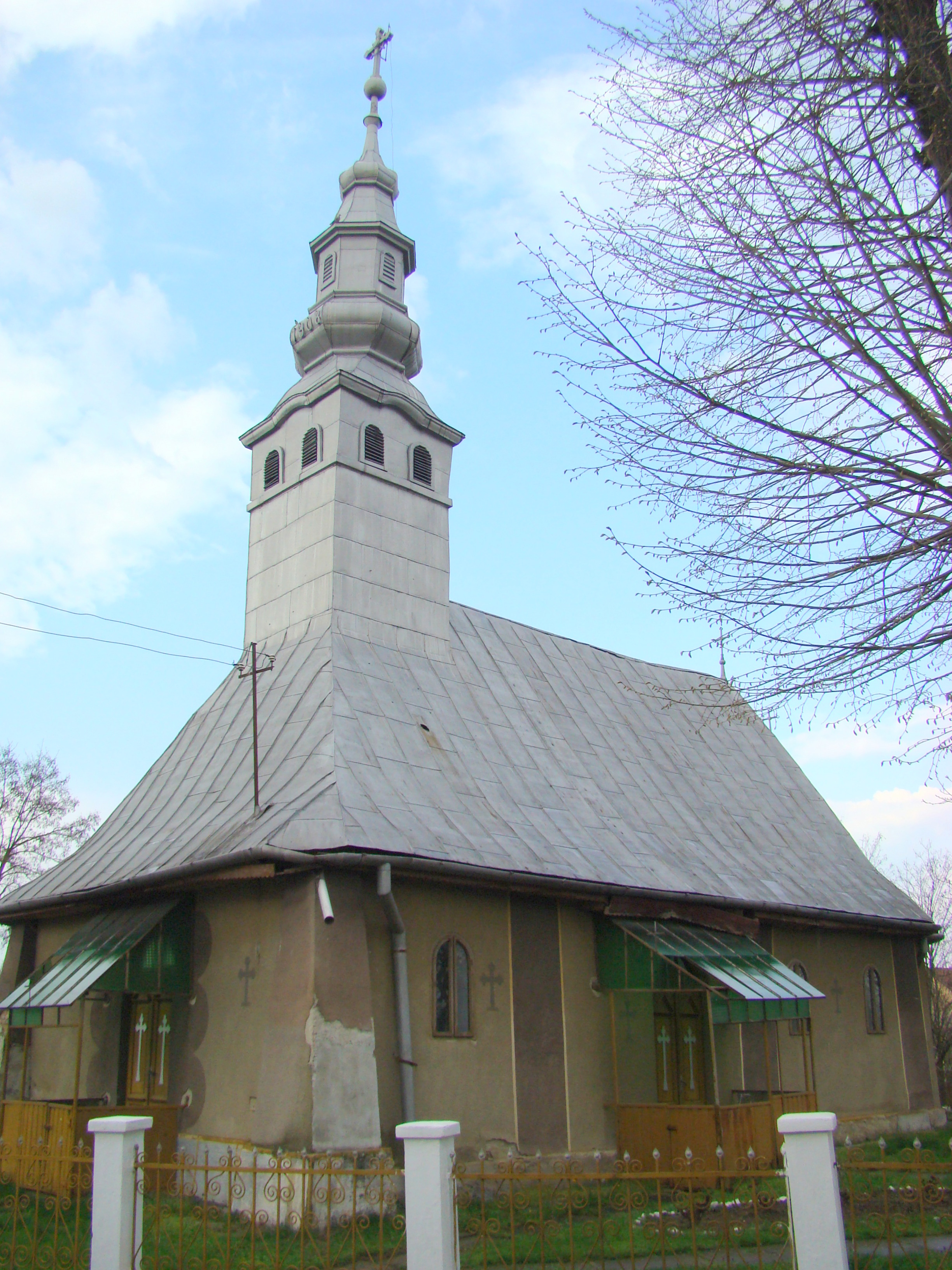
Biserica „Sfântul Gheorghe” din Tăut, judeţul Bihor, foto: aprilie 2010.

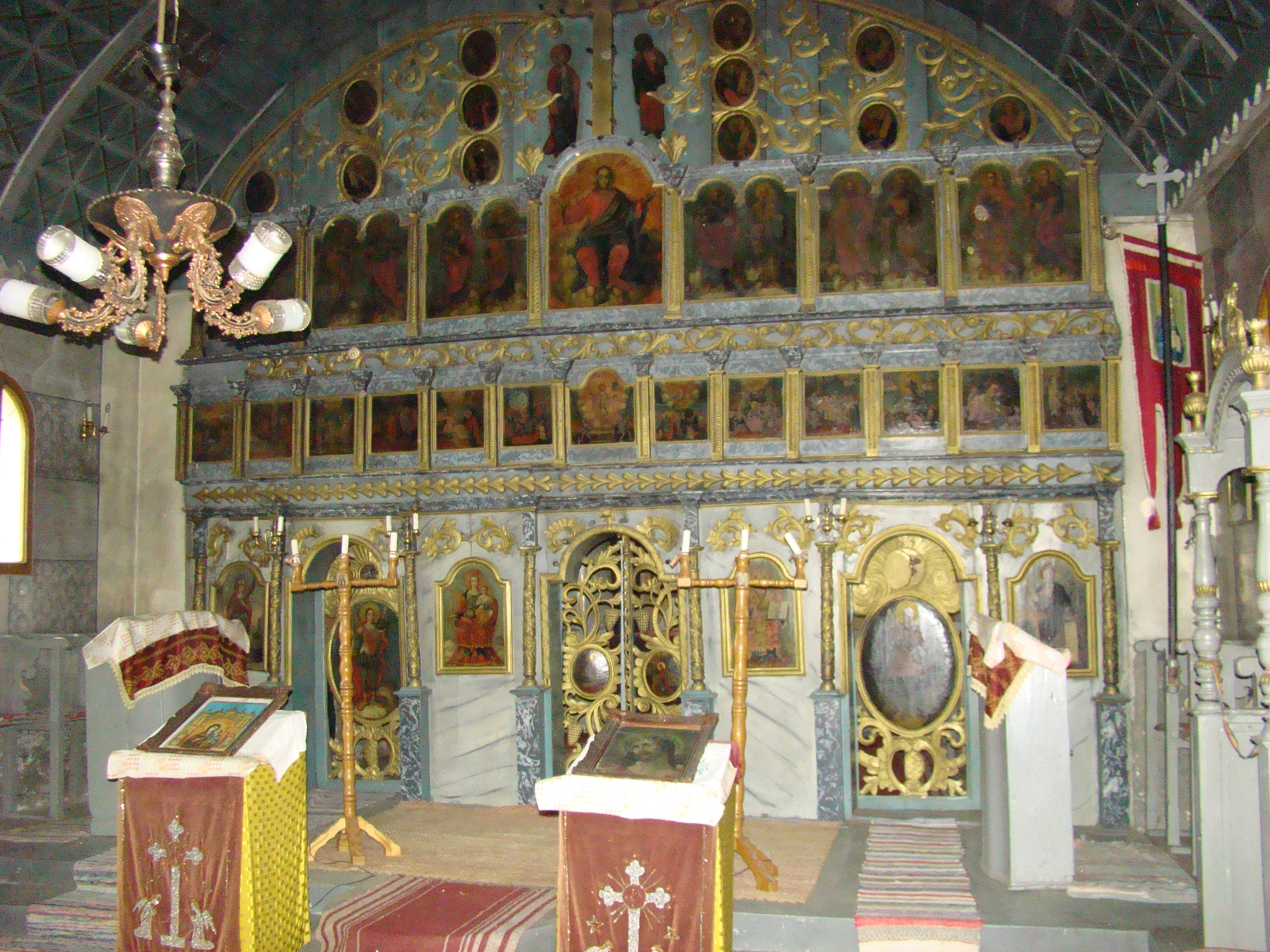

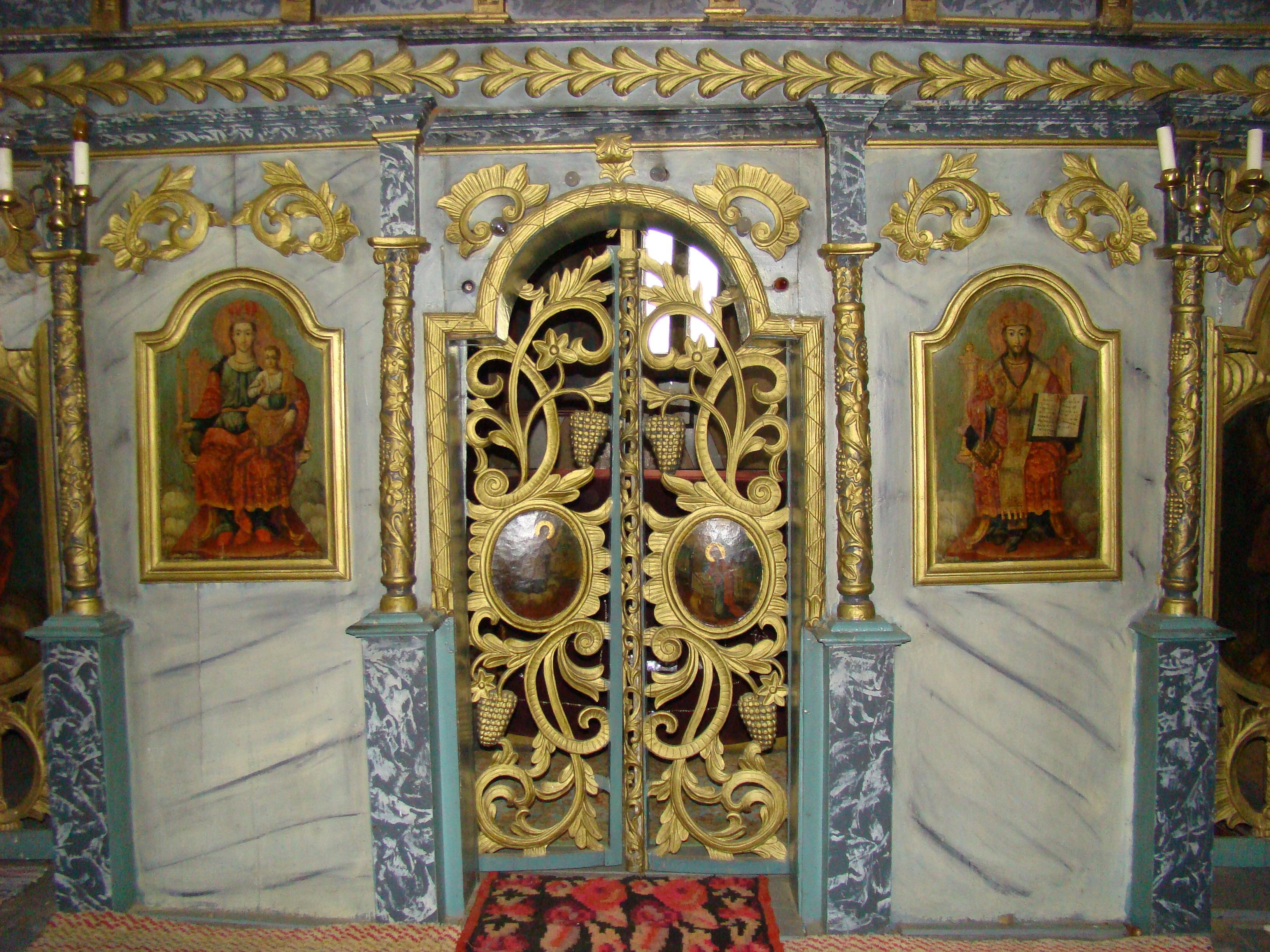

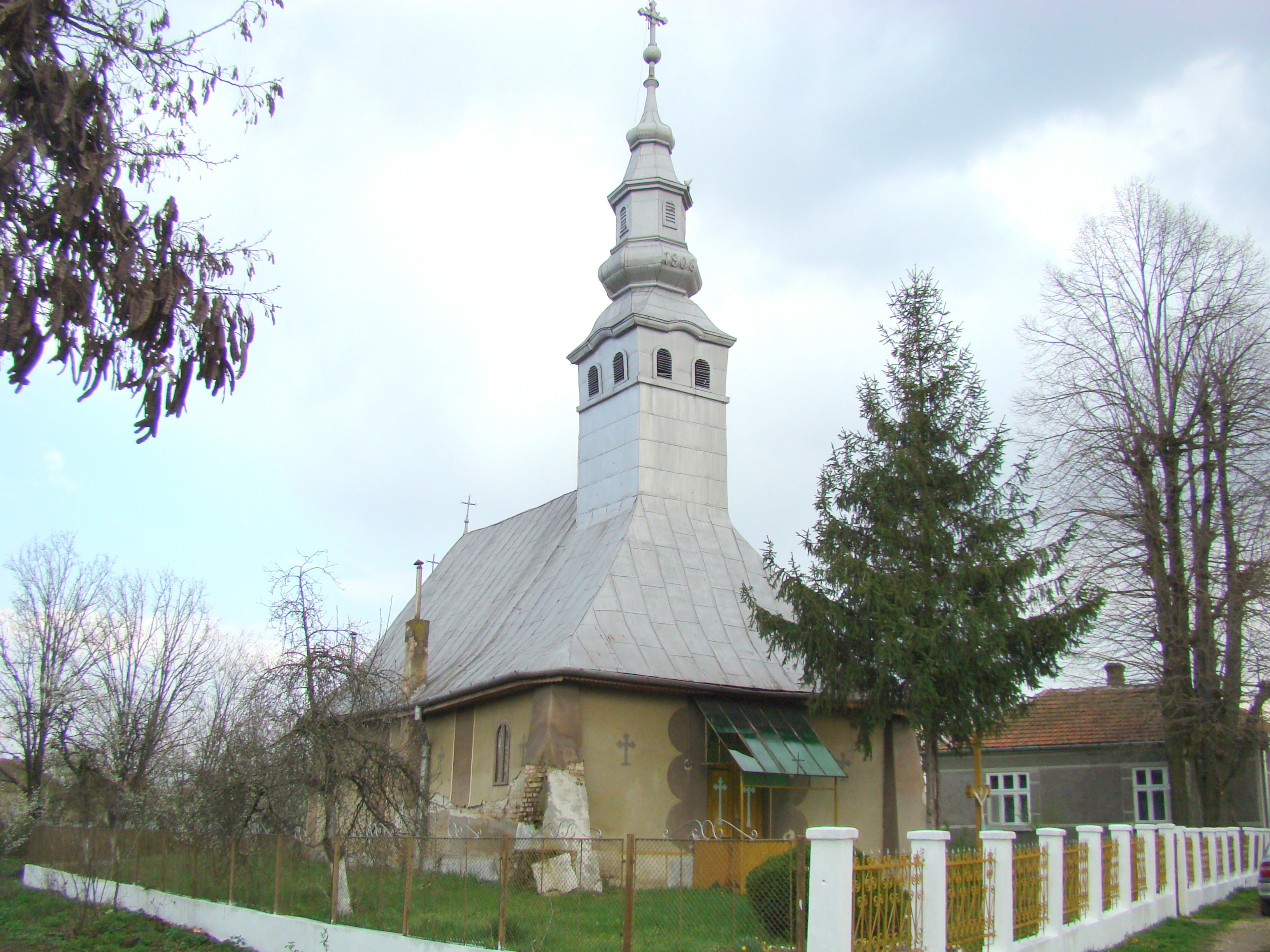

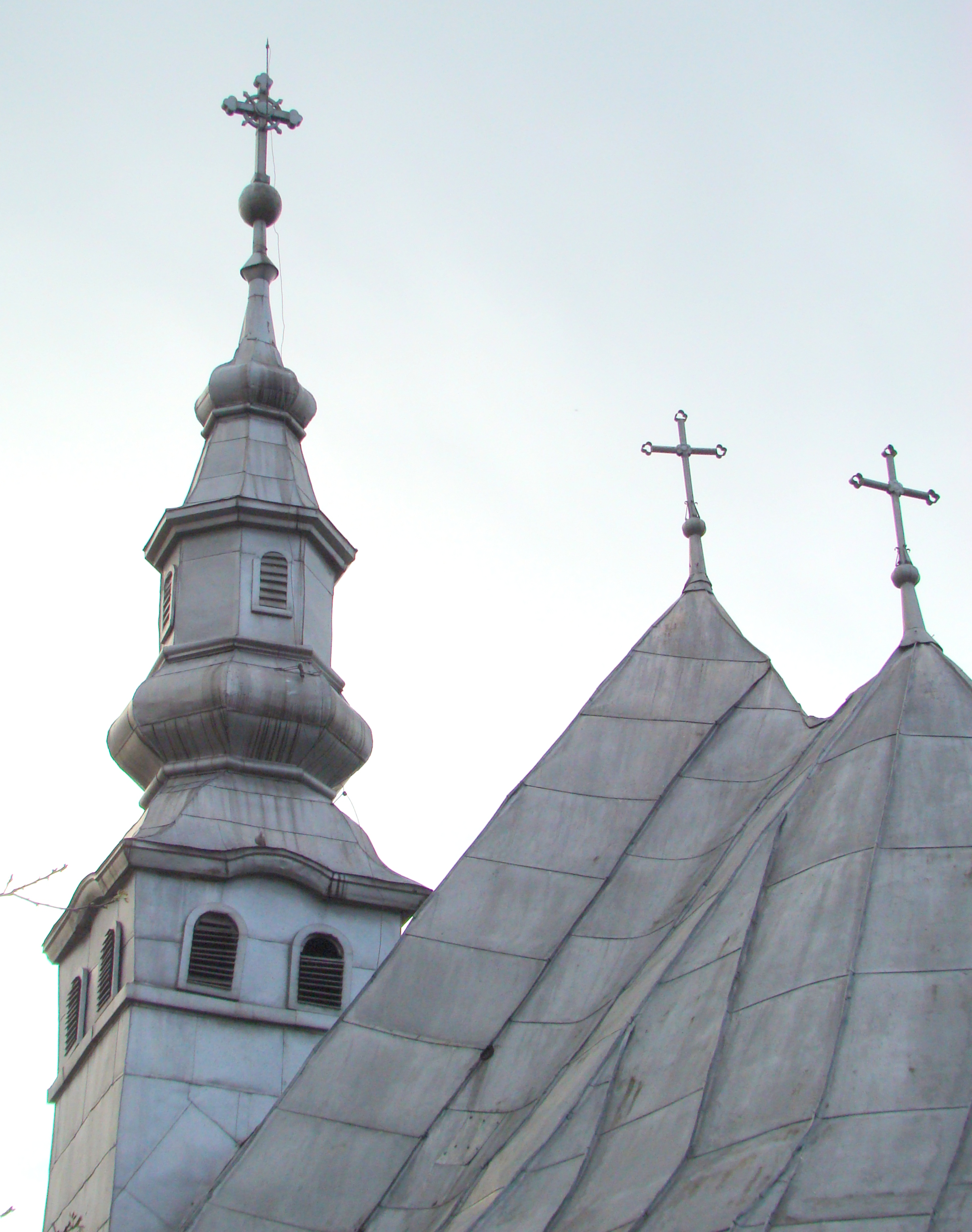

Biserica „Sfântul Gheorghe” din Tăut, comuna Batăr, județul Bihor, datează de la sfârșitul secolului XVIII (cca 1789). Biserica se află pe noua listă a monumentelor istorice sub codul LMI:  BH-II-m-B-01213.

## Istoric și trăsături
Biserica din Tăut a început să fie clădită în anul 1784 și a fost terminată în anul 1789. Inițial biserica a fost construită din lemn, iar în anul 1880 s-au refăcut pereții din cărămidă arsă. Meșterii constructorii ai bisericii sunt trei „greci" cu numele de Dimitrie, Emanuilă și Gheorghe. De fapt ei erau trei români macedoneni sau aromâni care făceau comerț prin Tăut. Ei au făcut parte din pleiada de români macedoneni refugiați din Imperiul Otoman și stabiliți în Austro-Ungaria. Zugravul bisericii a fost un anume P. Ivan. Aceste date au fost găsite pe o evanghelie cu litere chirilice scrise de preotul Iosif Bosco, socrul preotului Bejan Gavriil, care a funcționat ca preot în Tăut în a doua jumătate a secolului al XIX-lea.

## Imagini din exterior

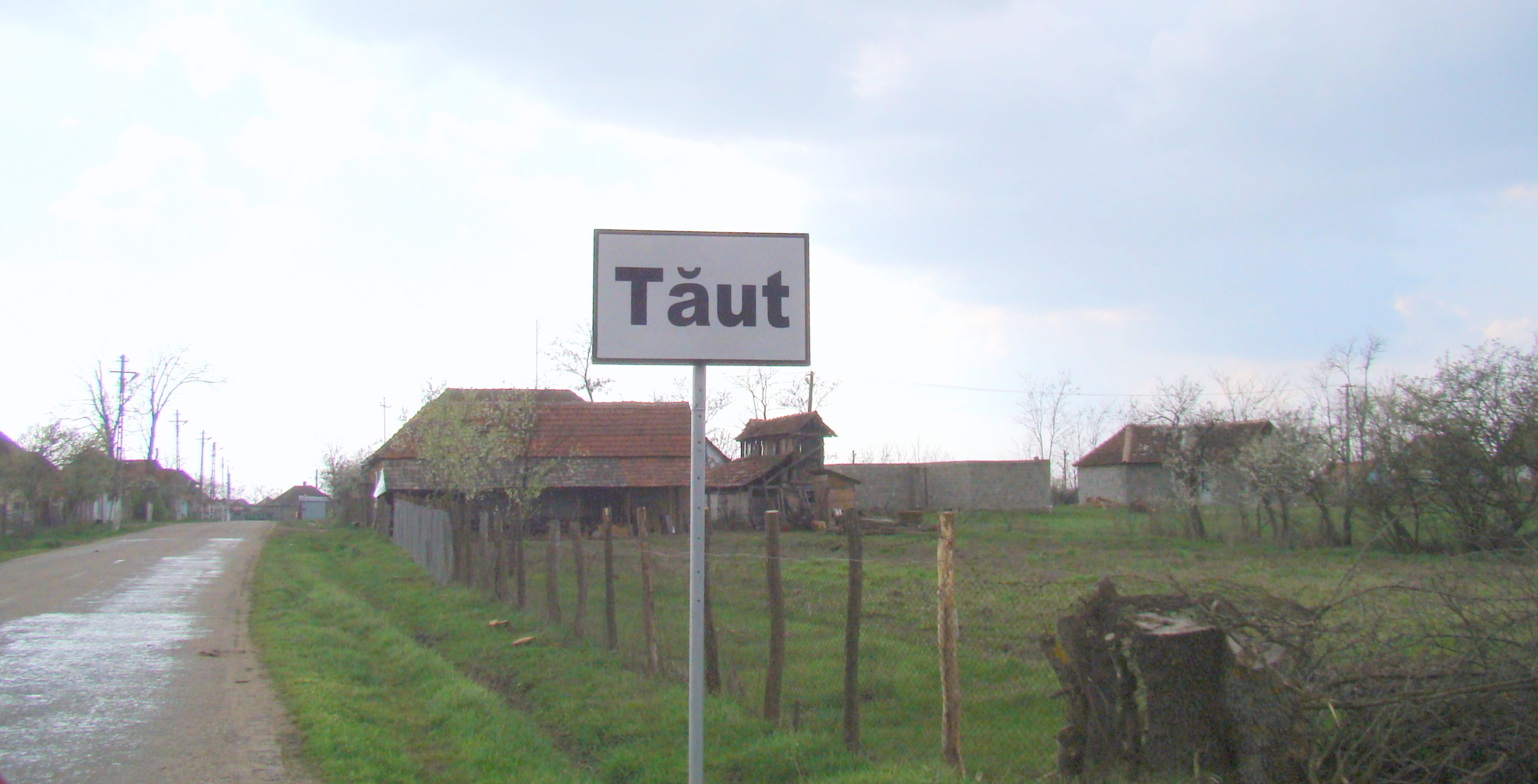
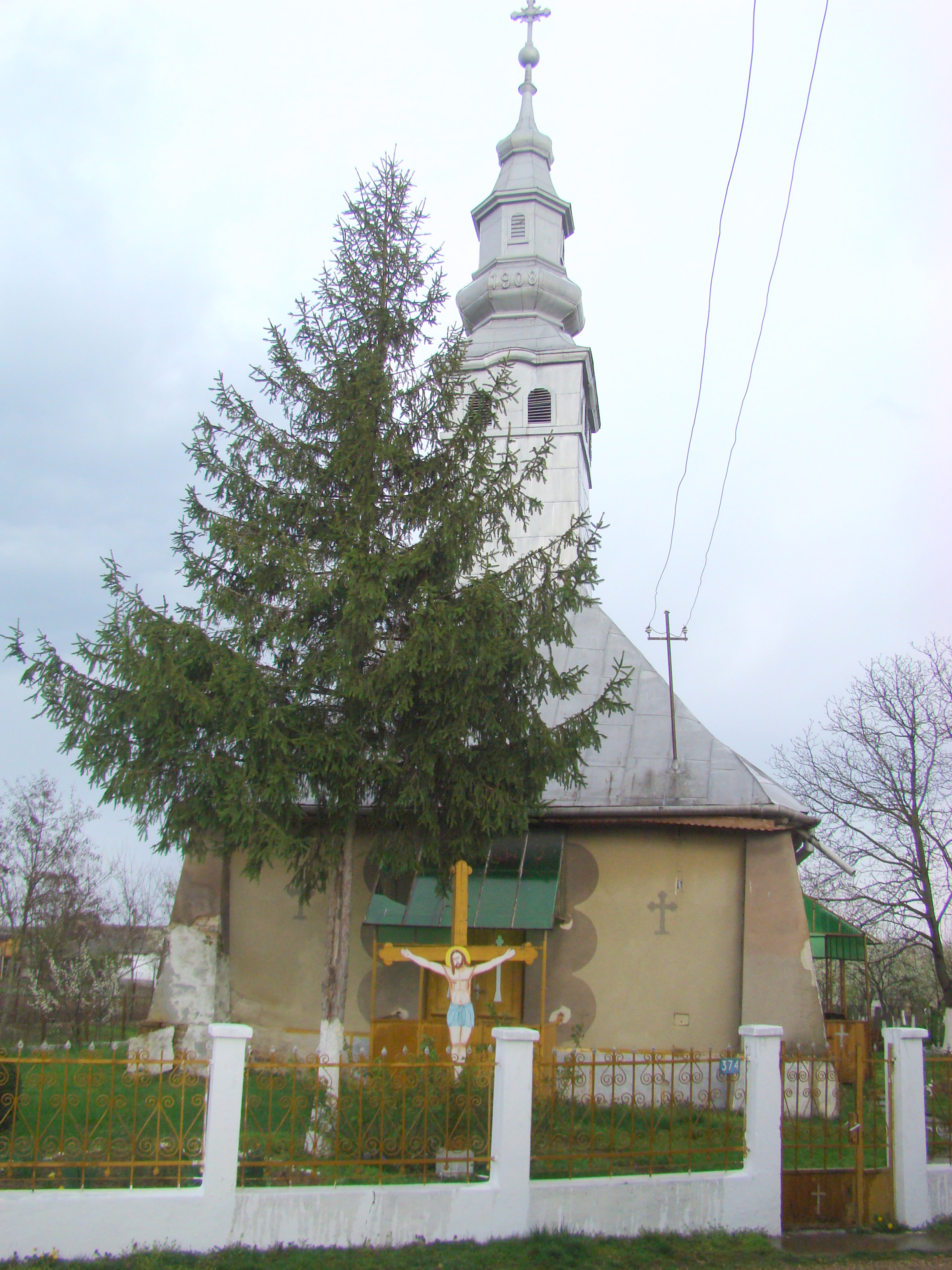
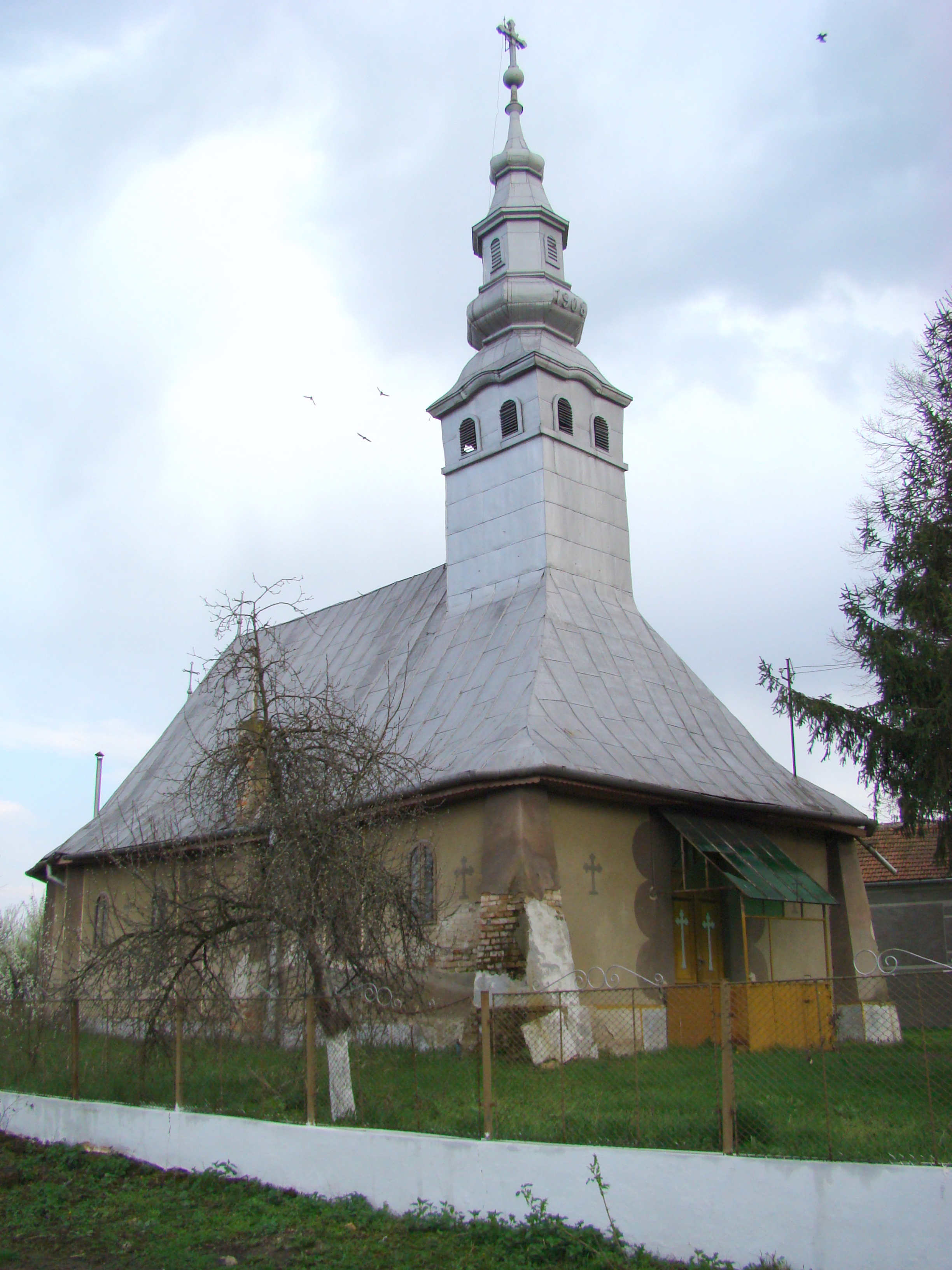
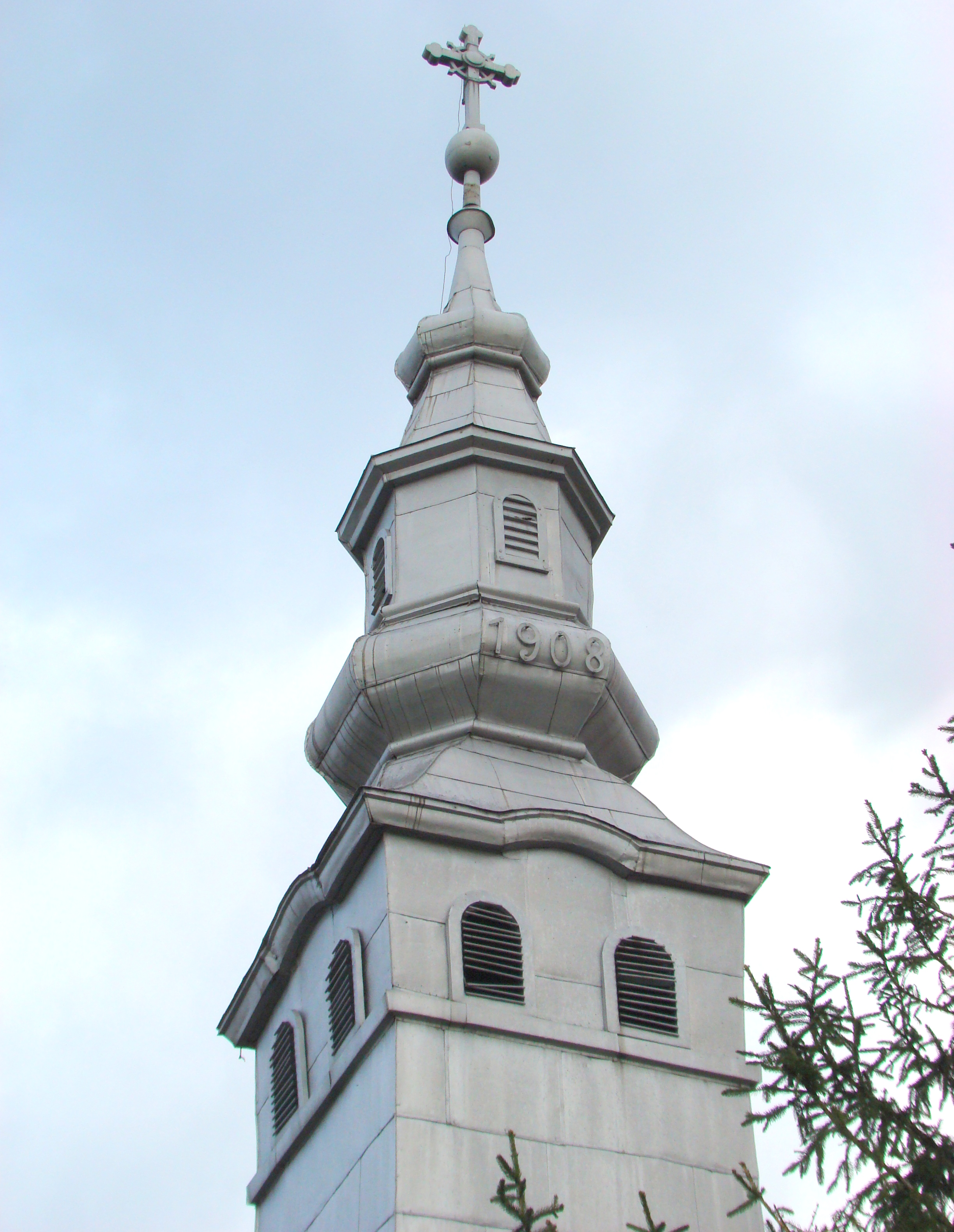
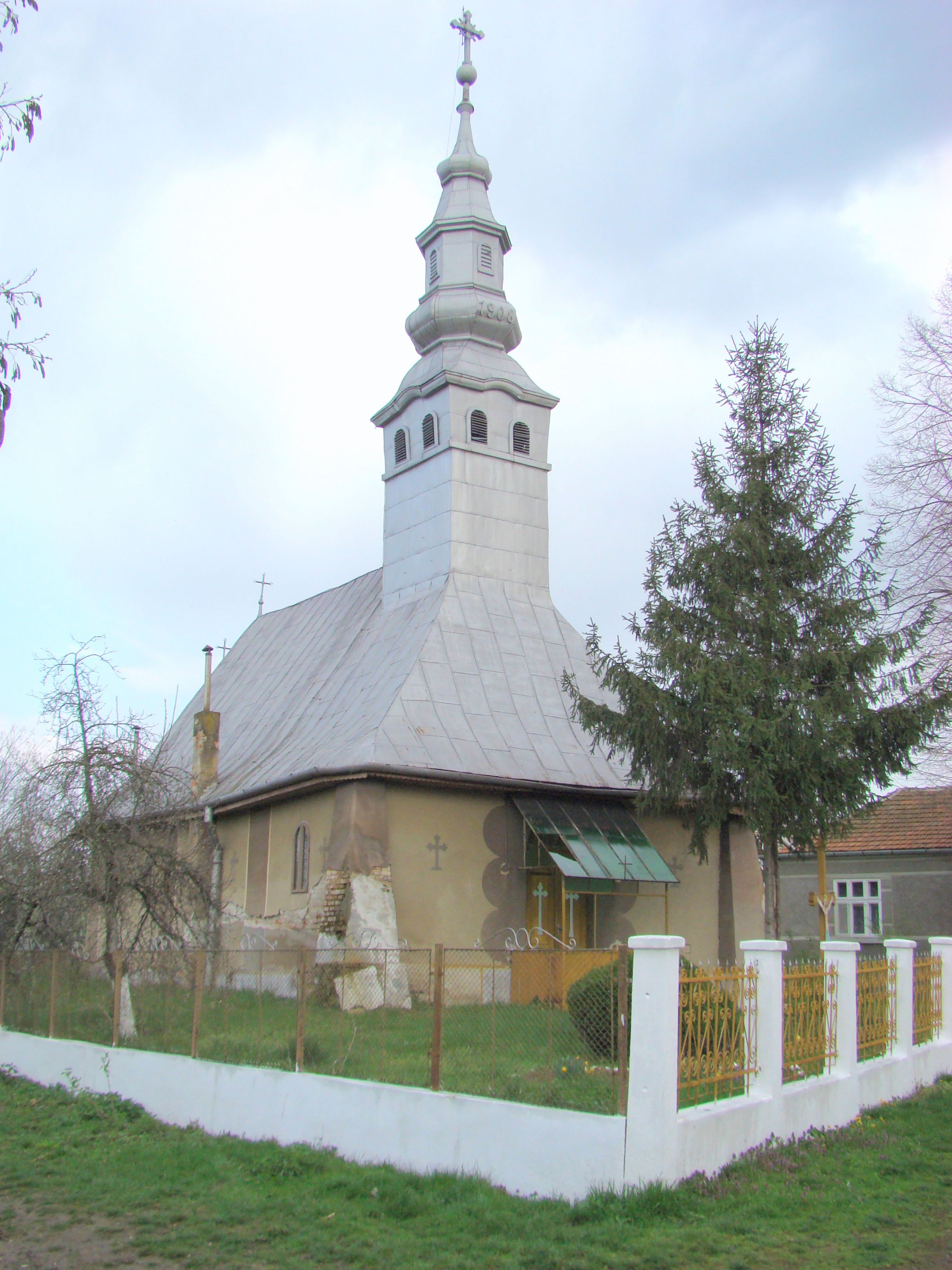
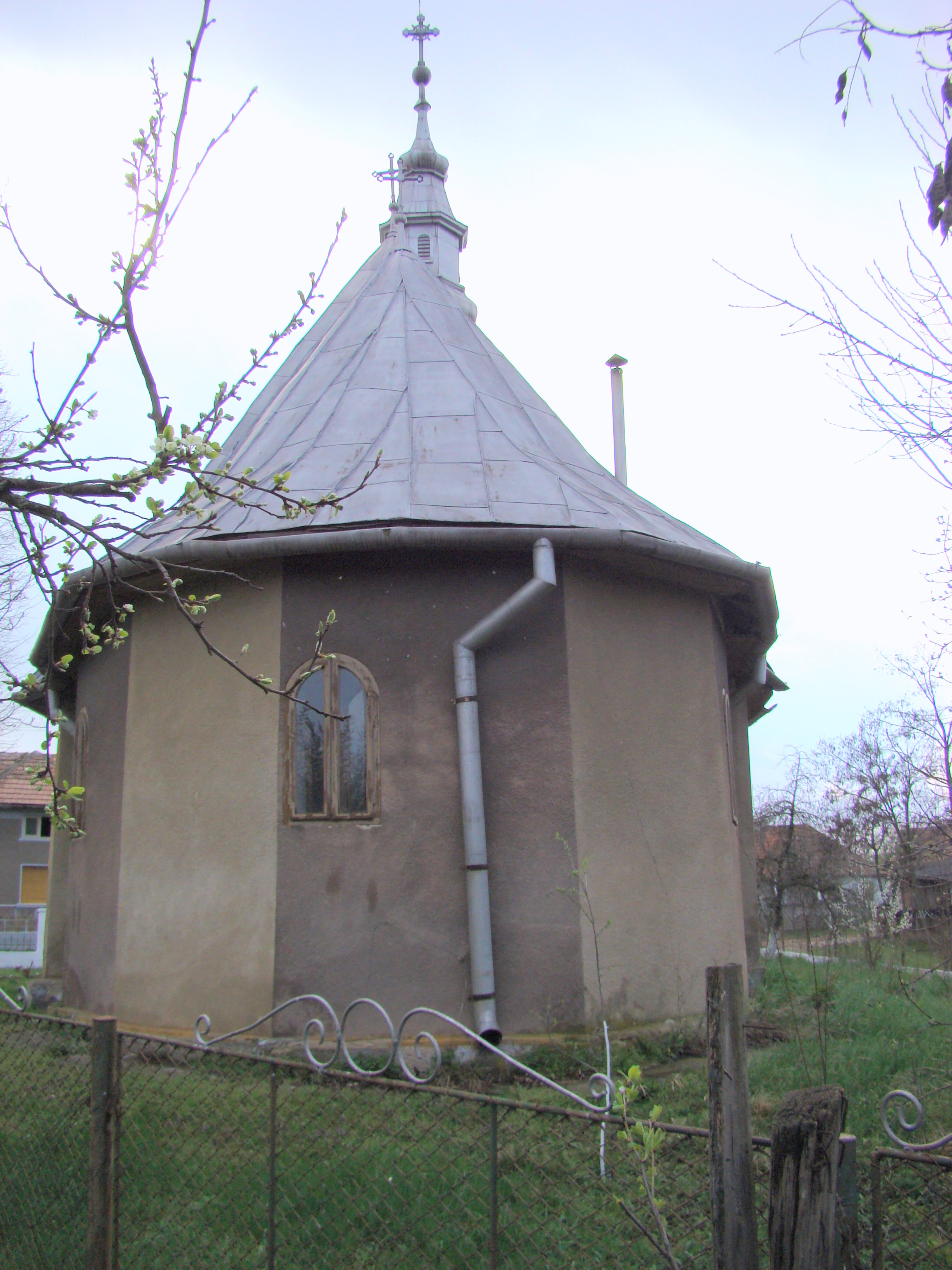
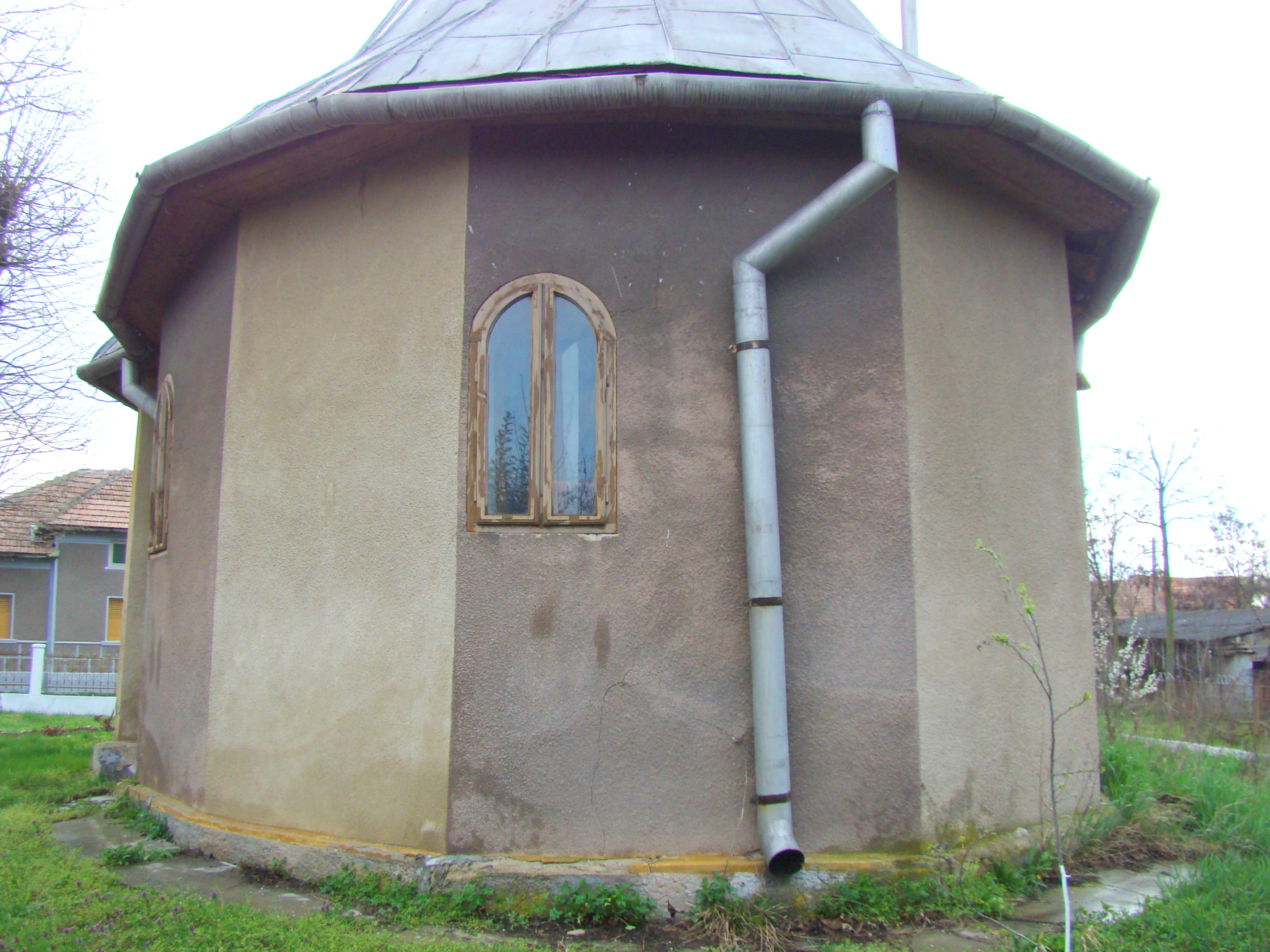
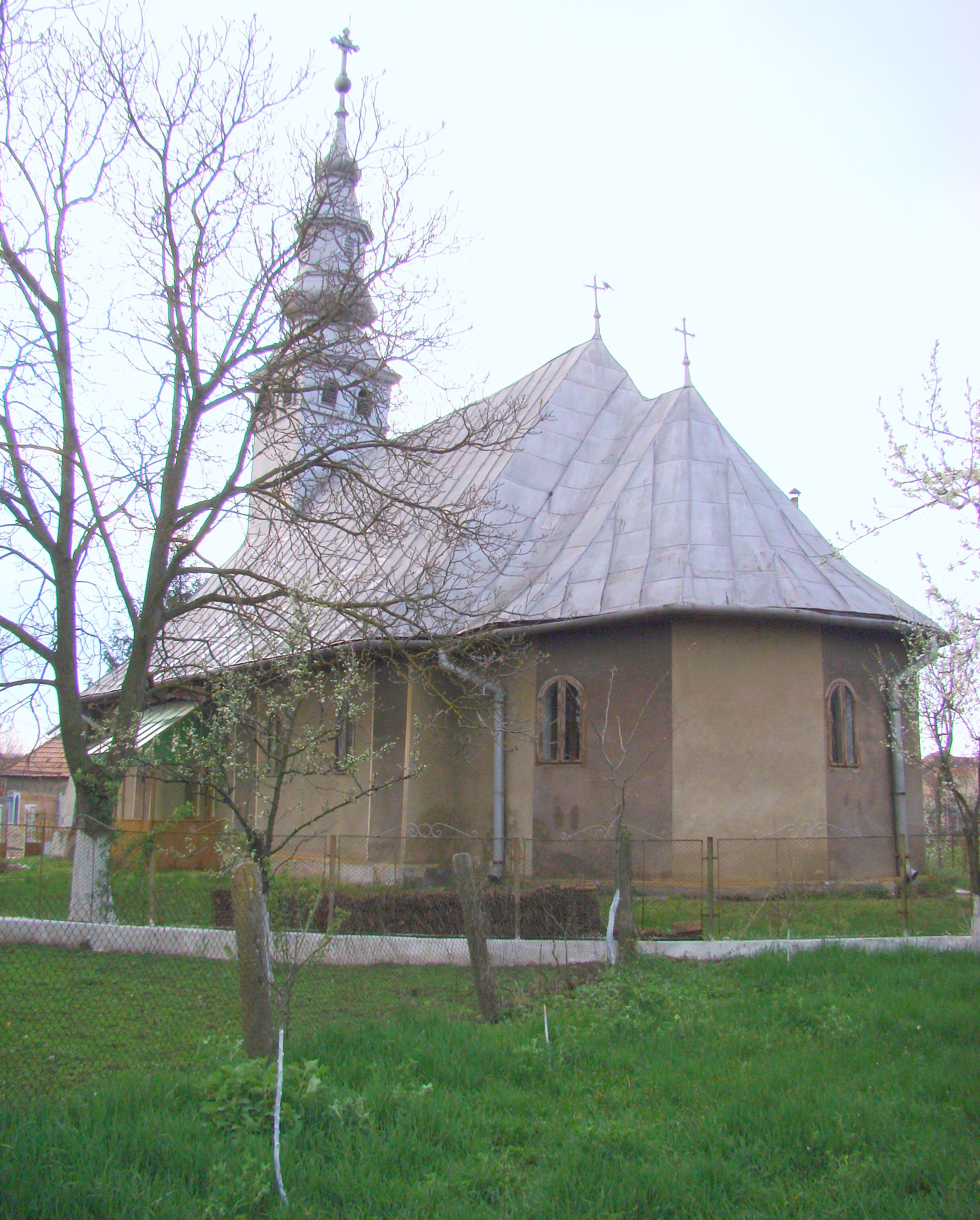
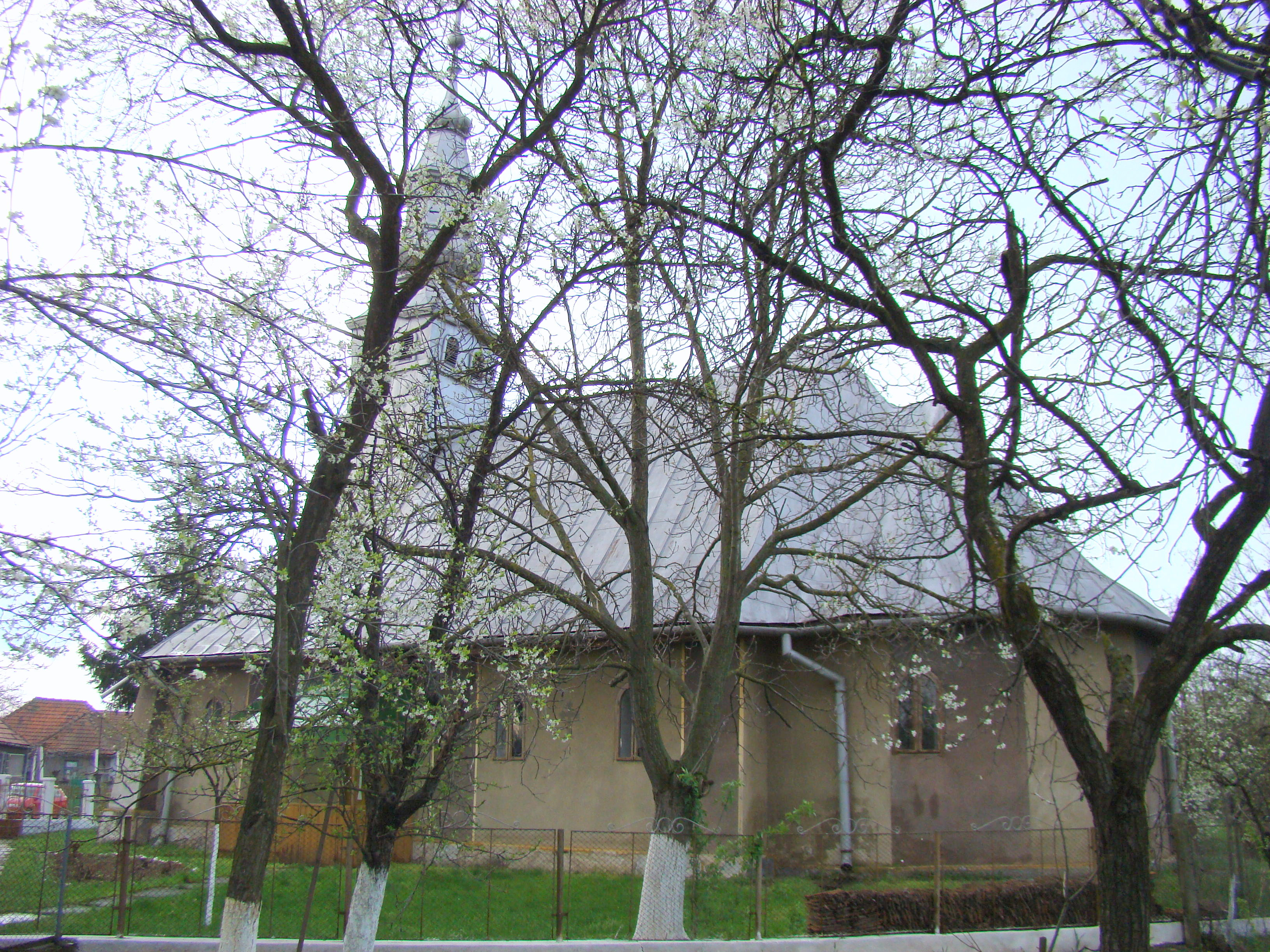
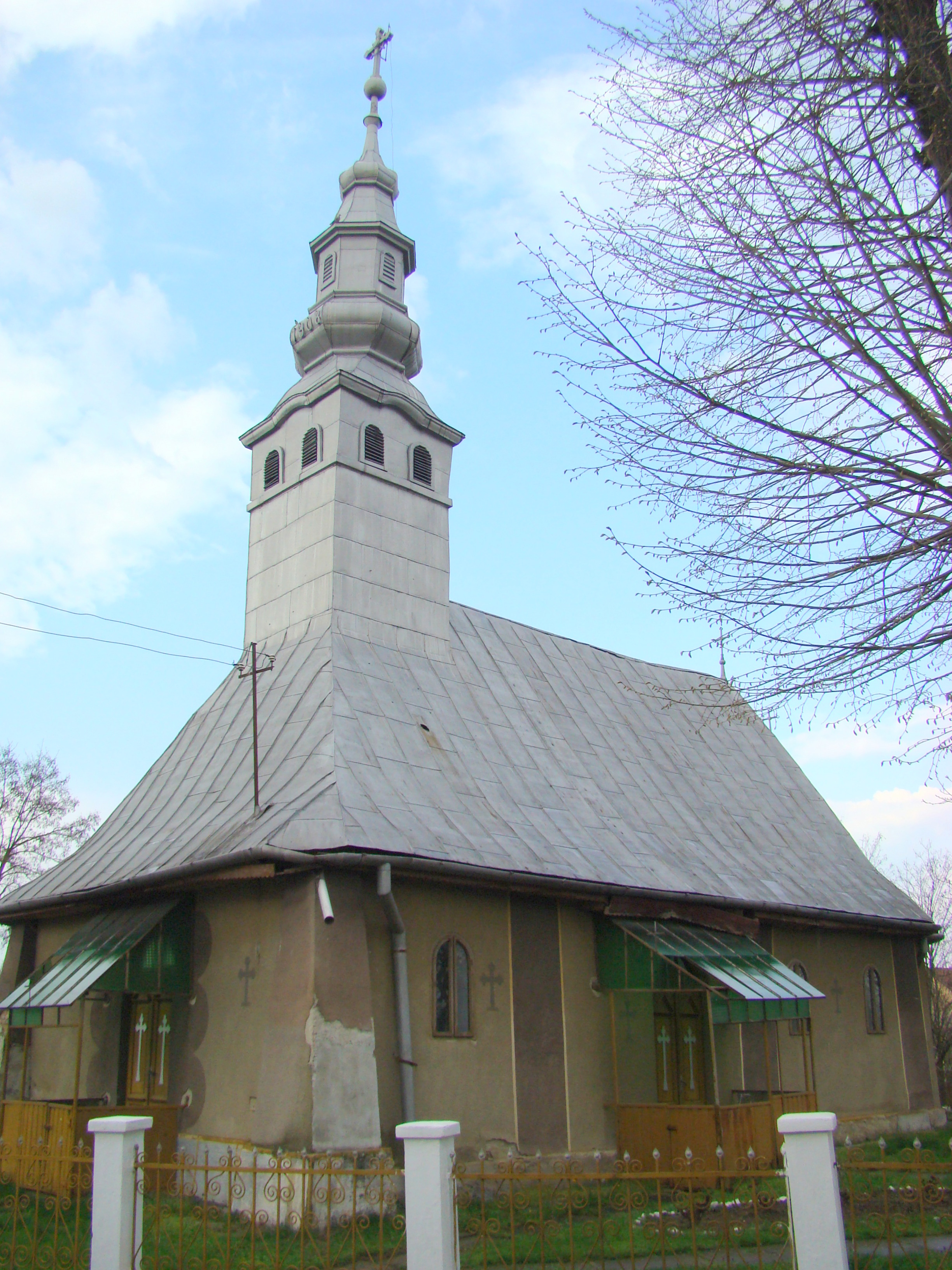
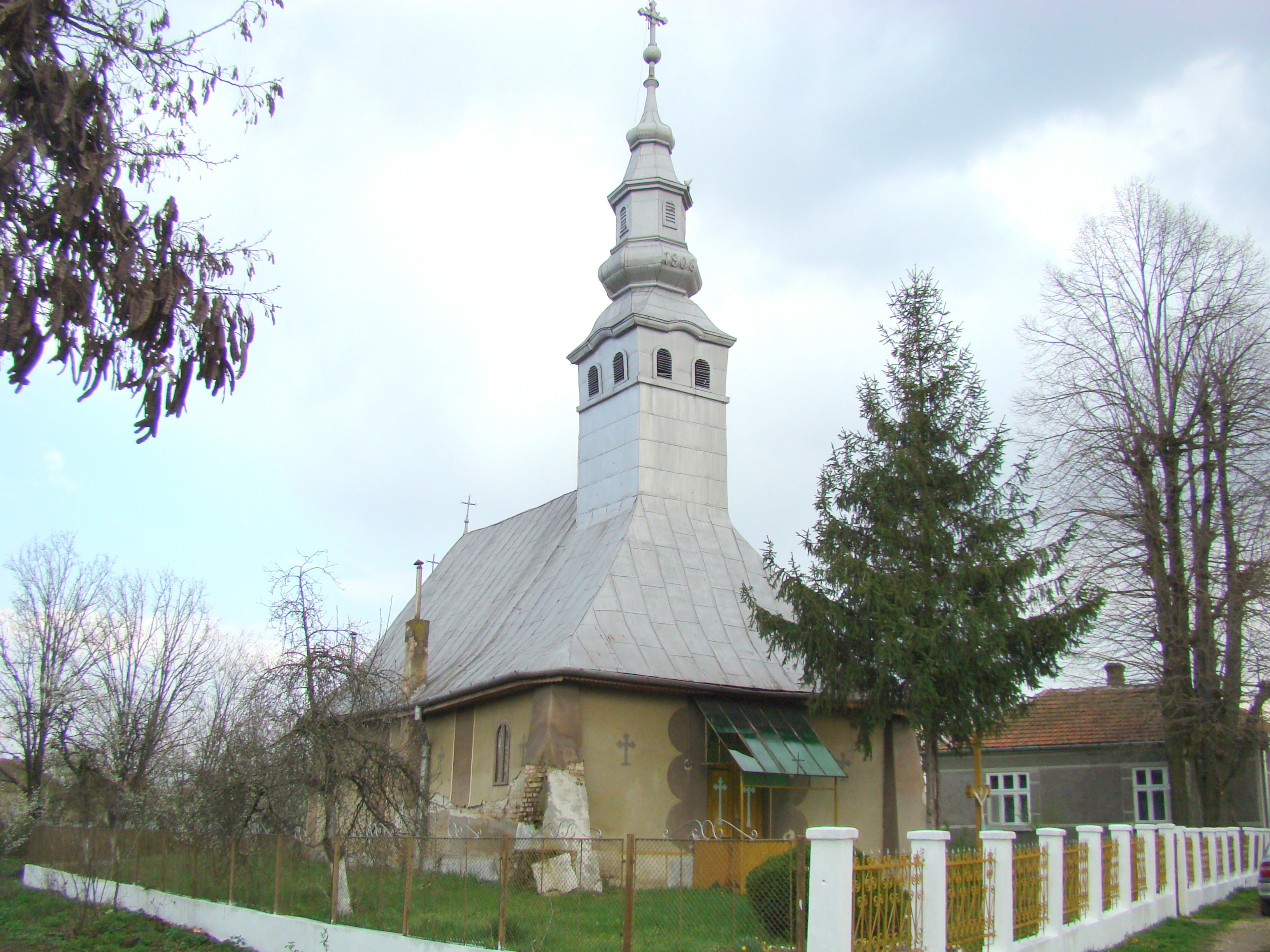
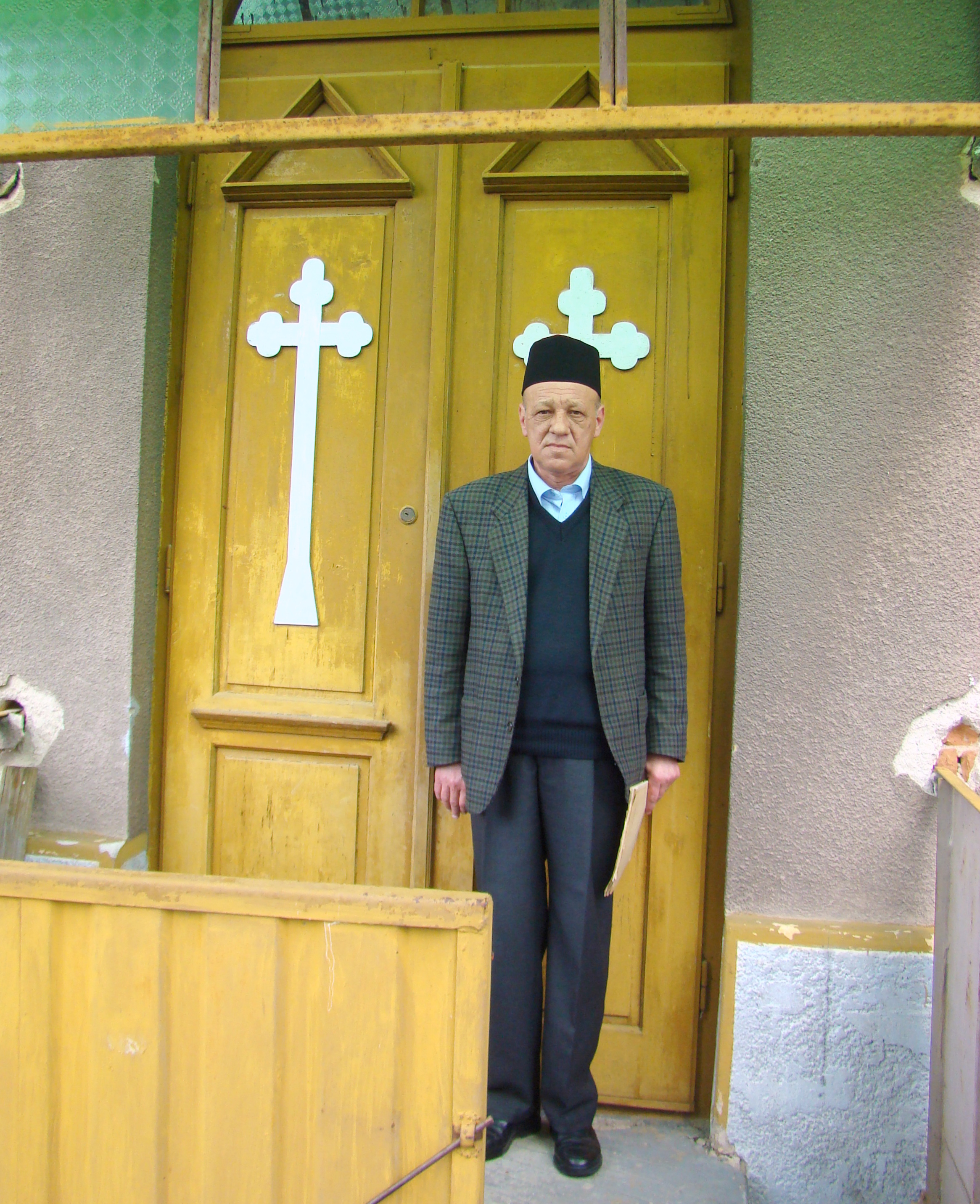
preotul paroh Sălăjan Mihai

## Imagini din interior

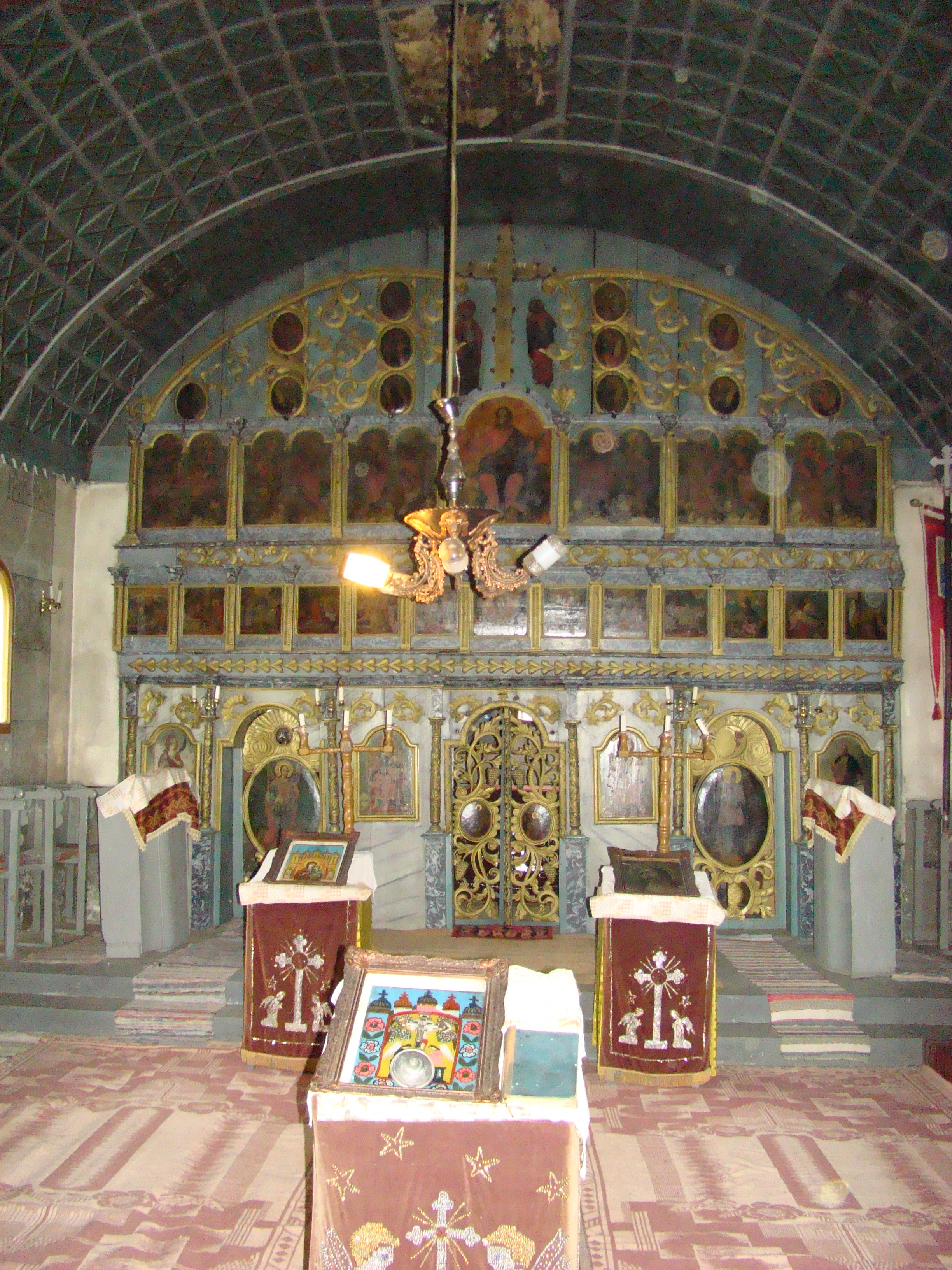
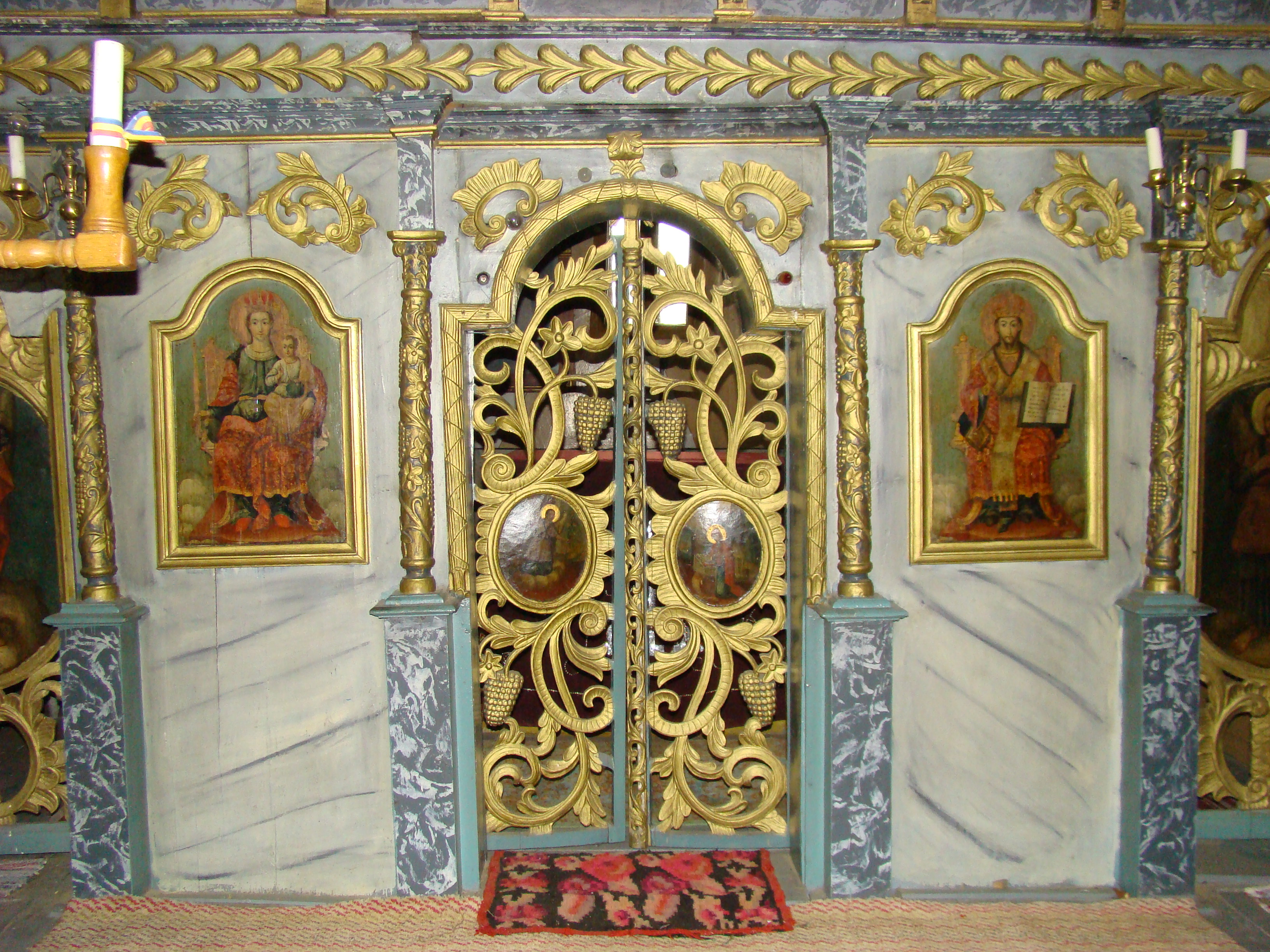
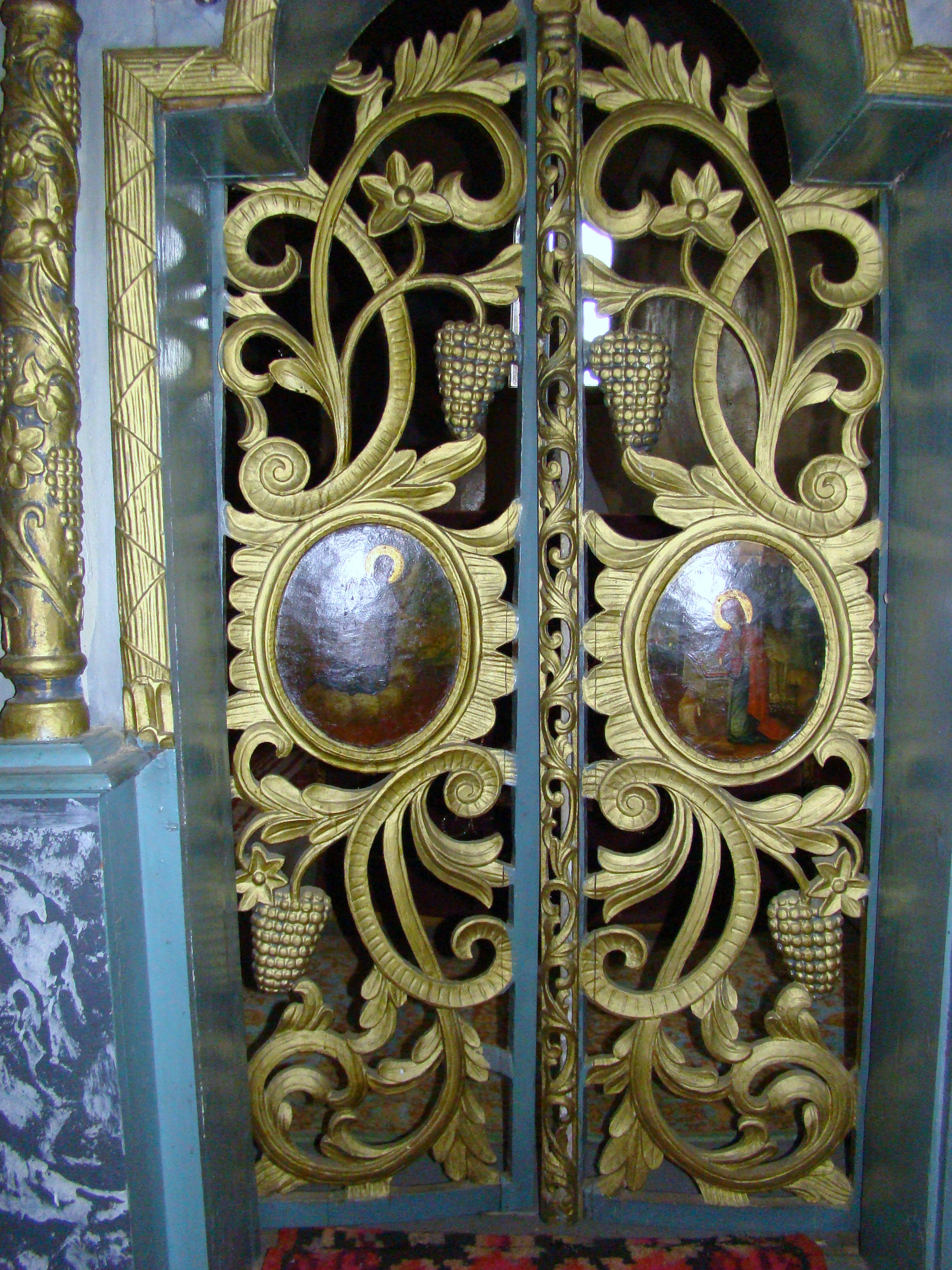
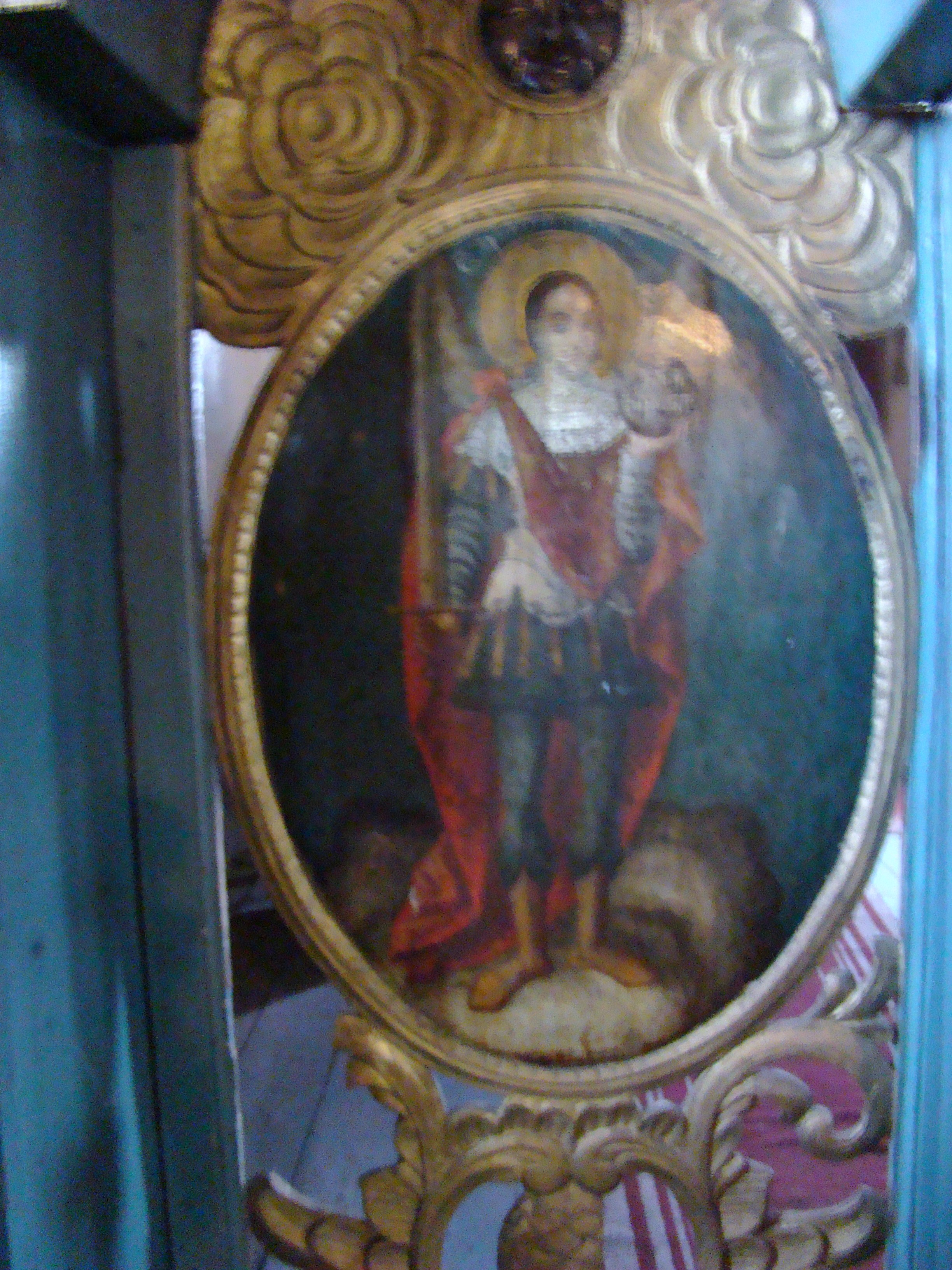
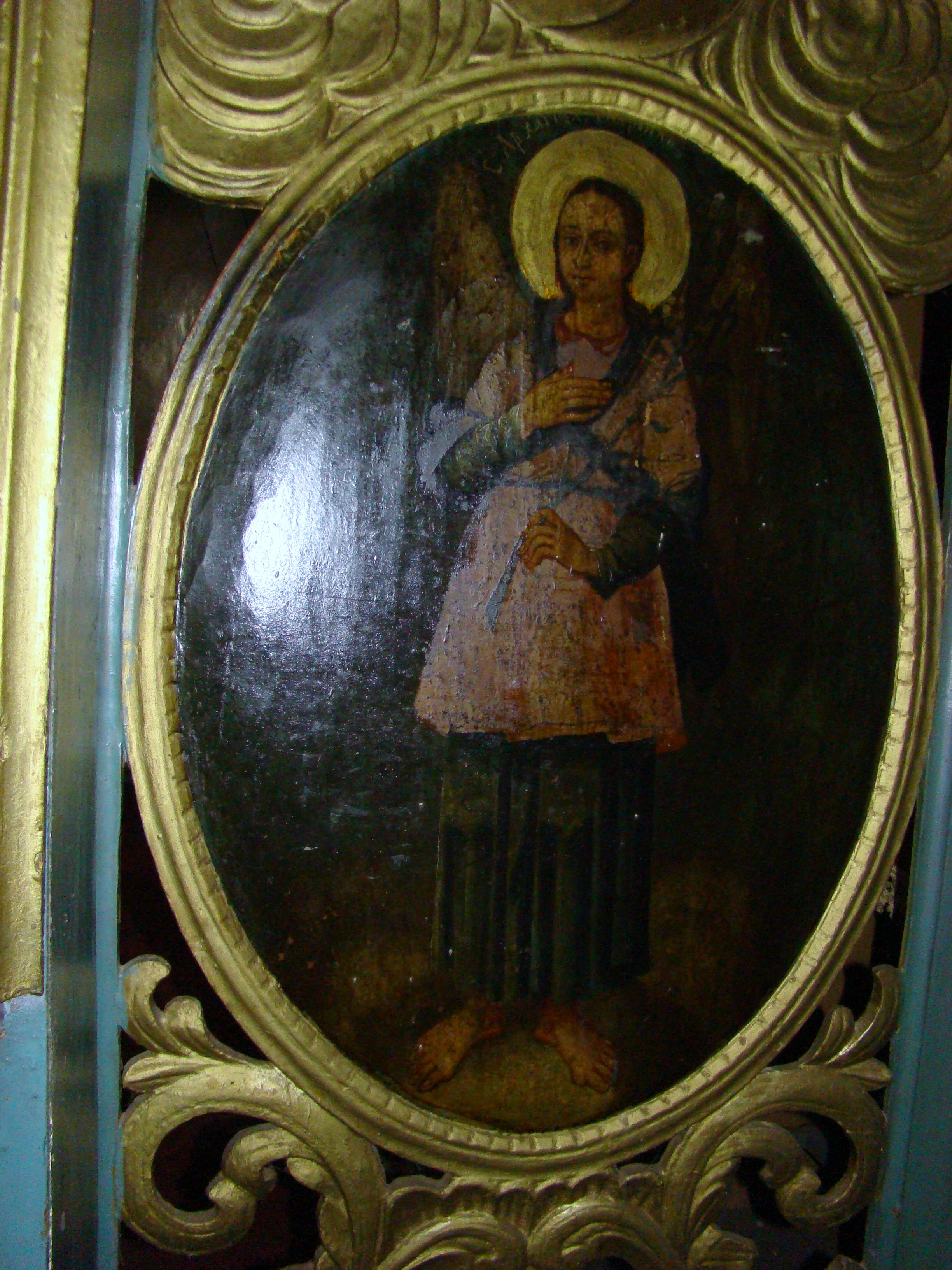
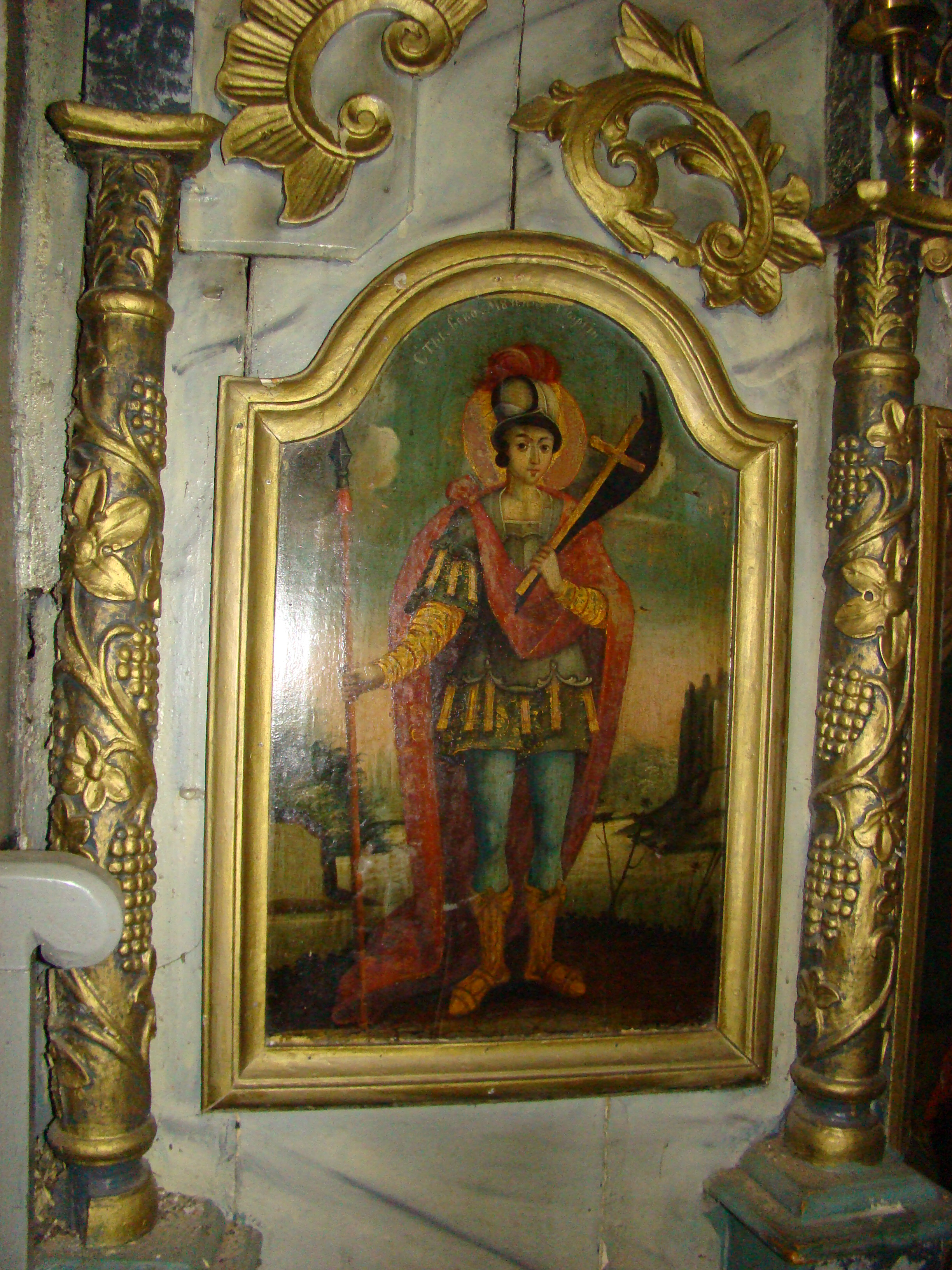
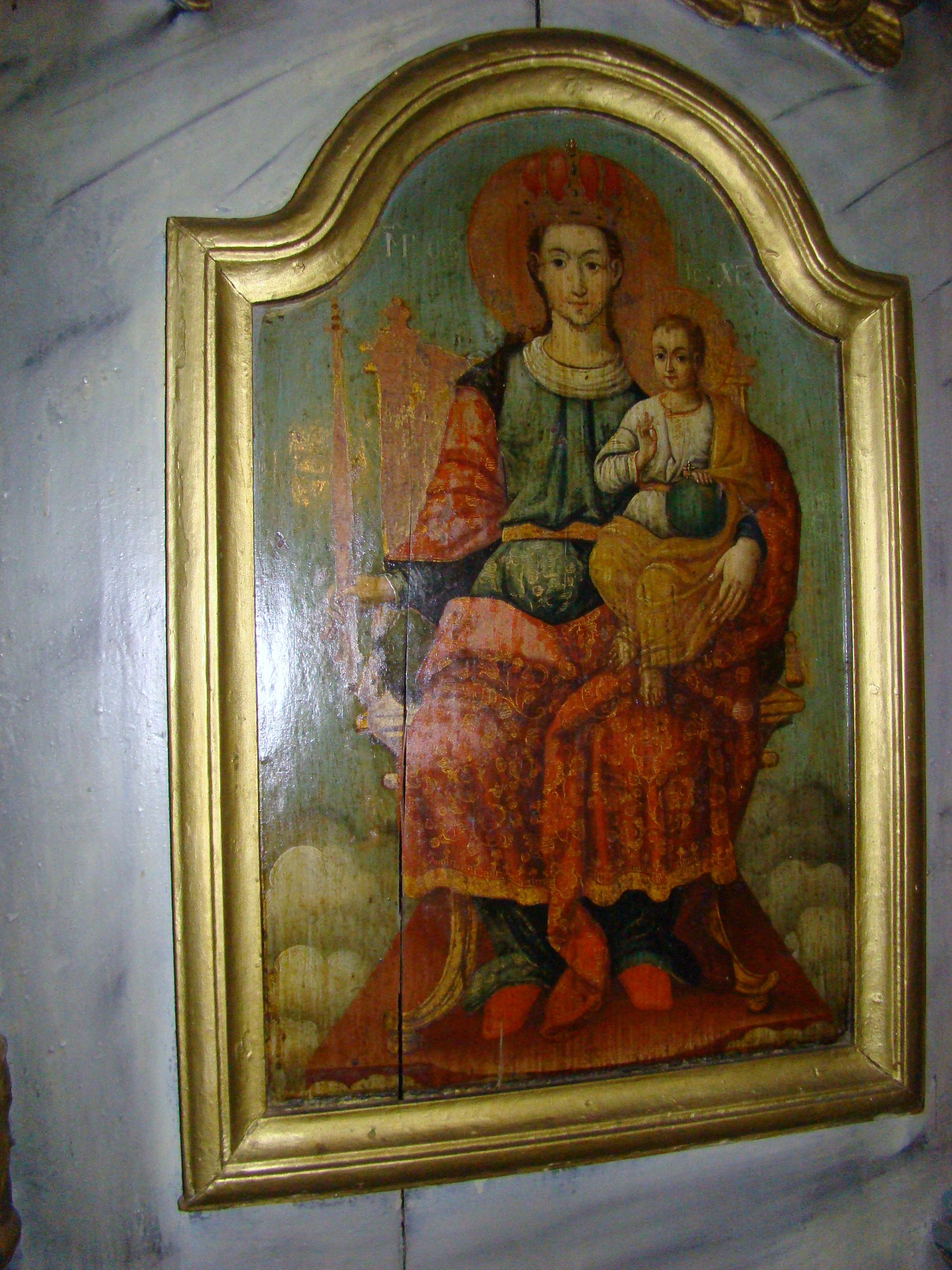
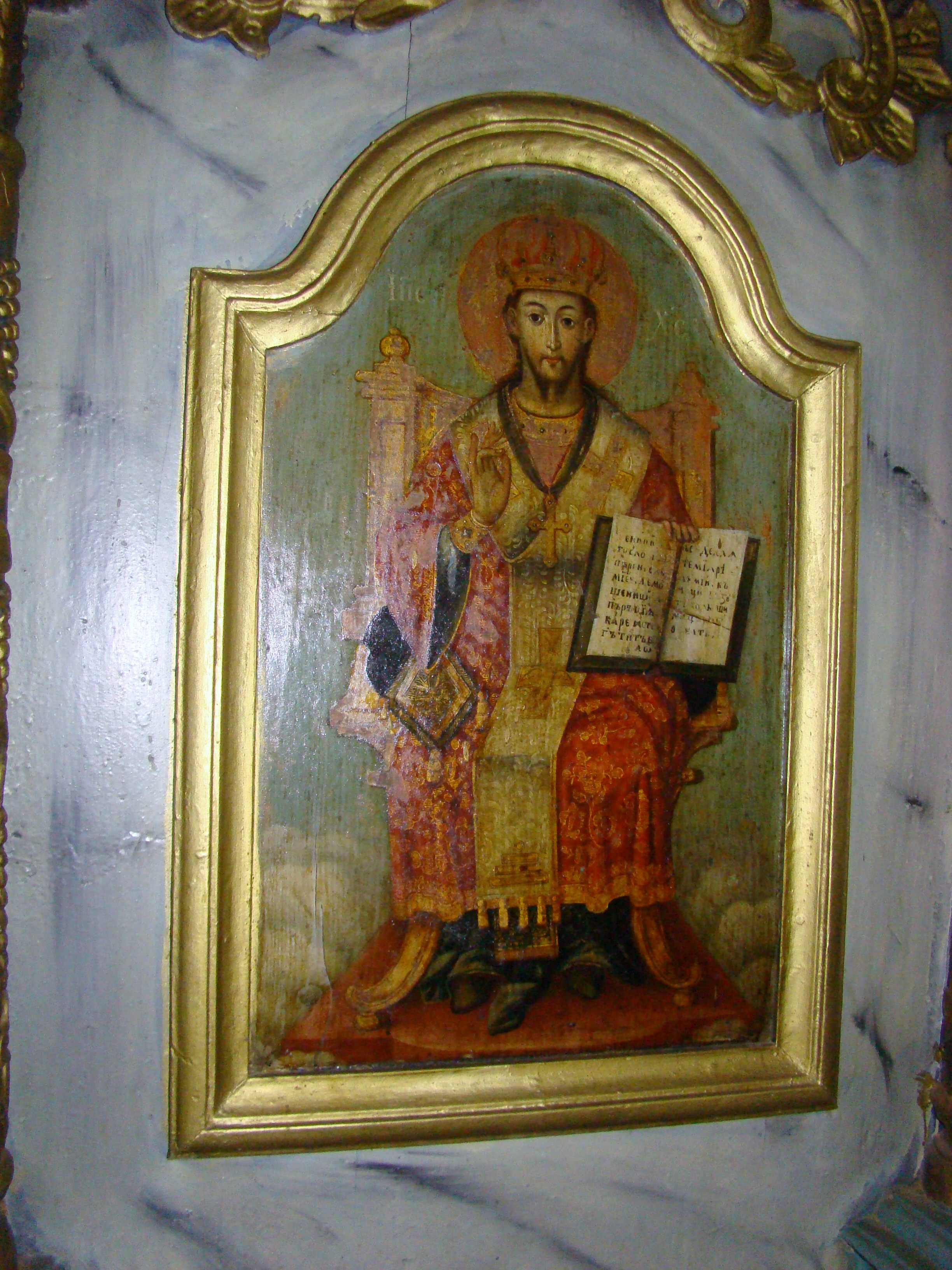
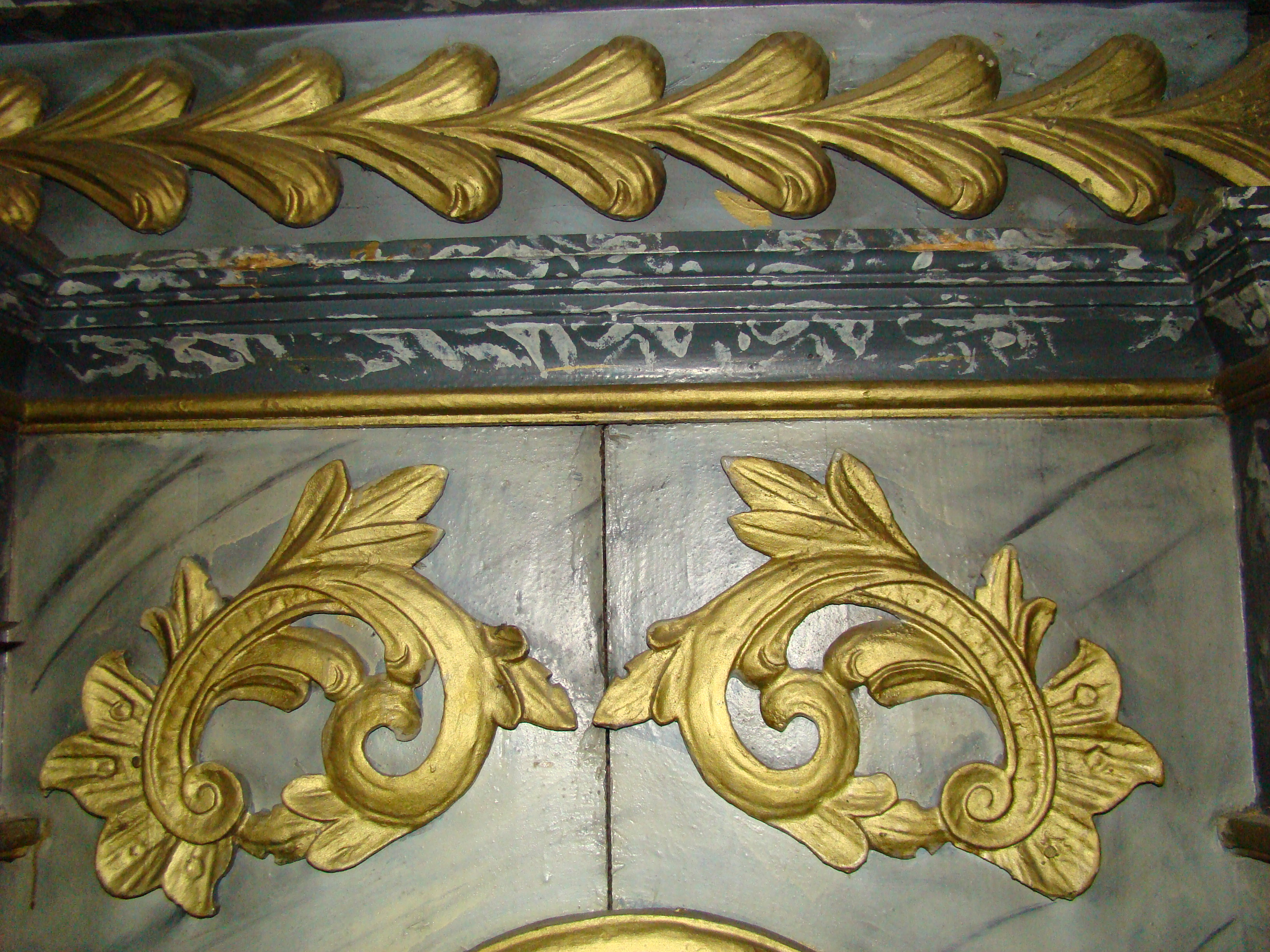
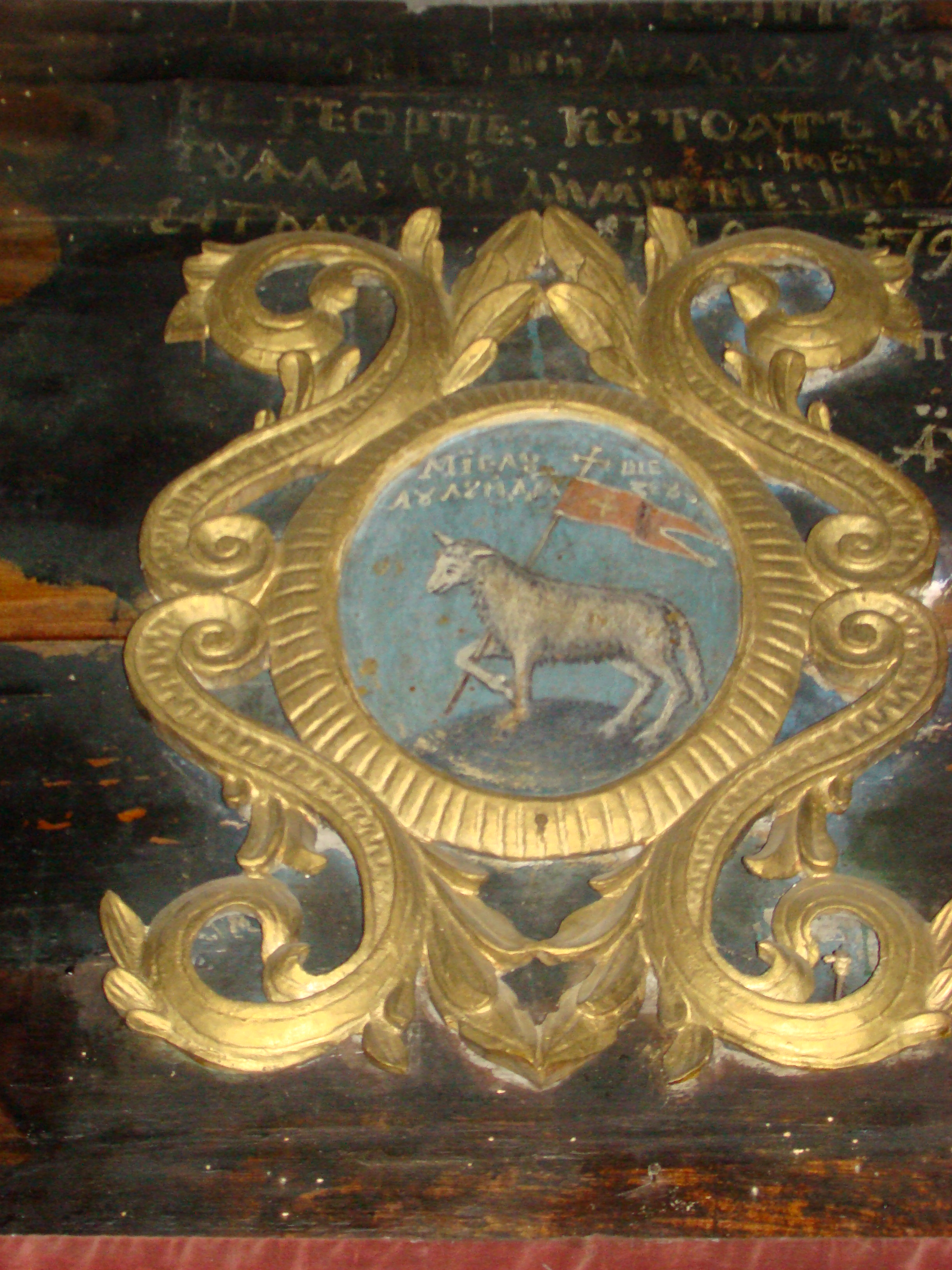
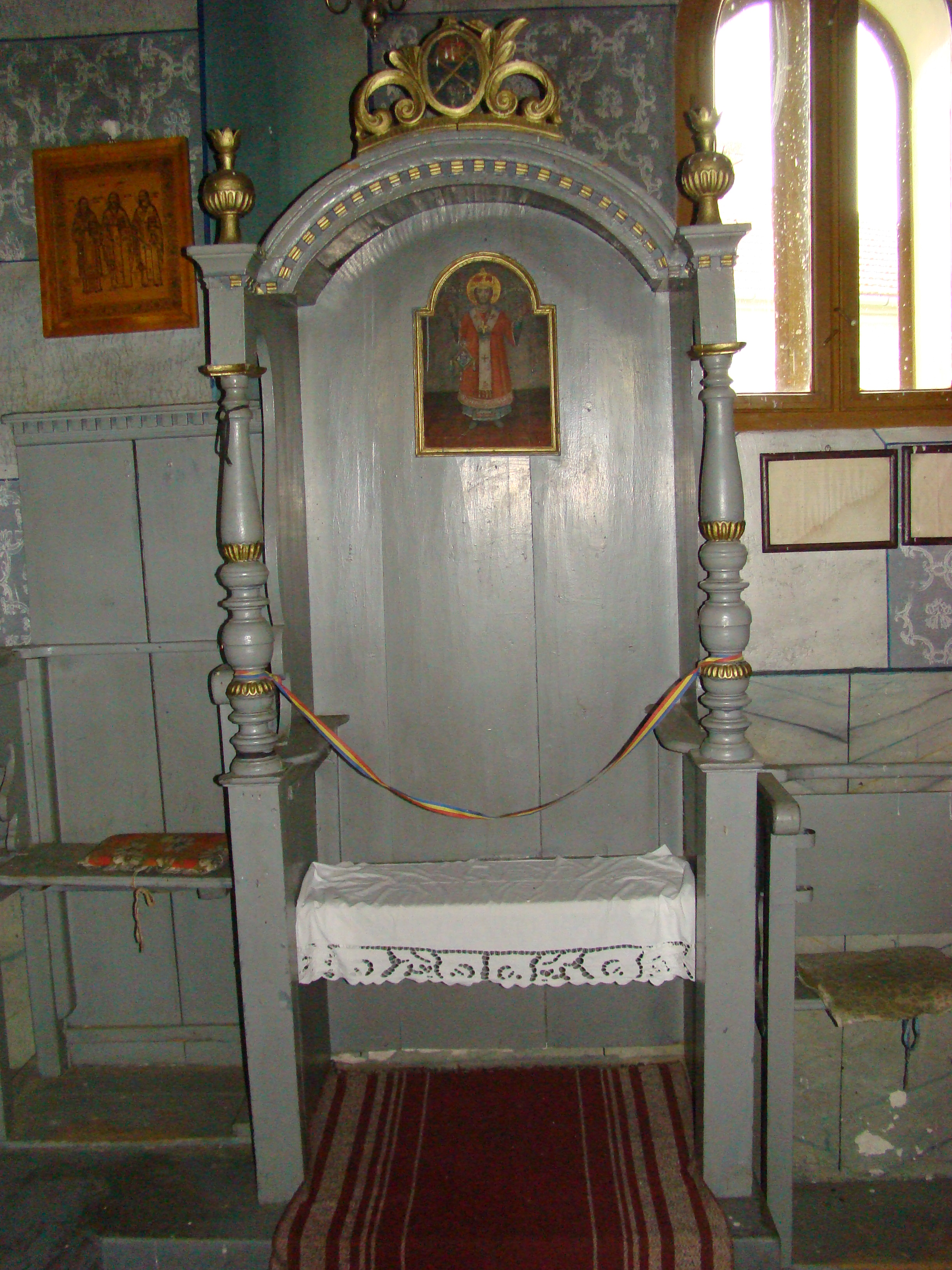
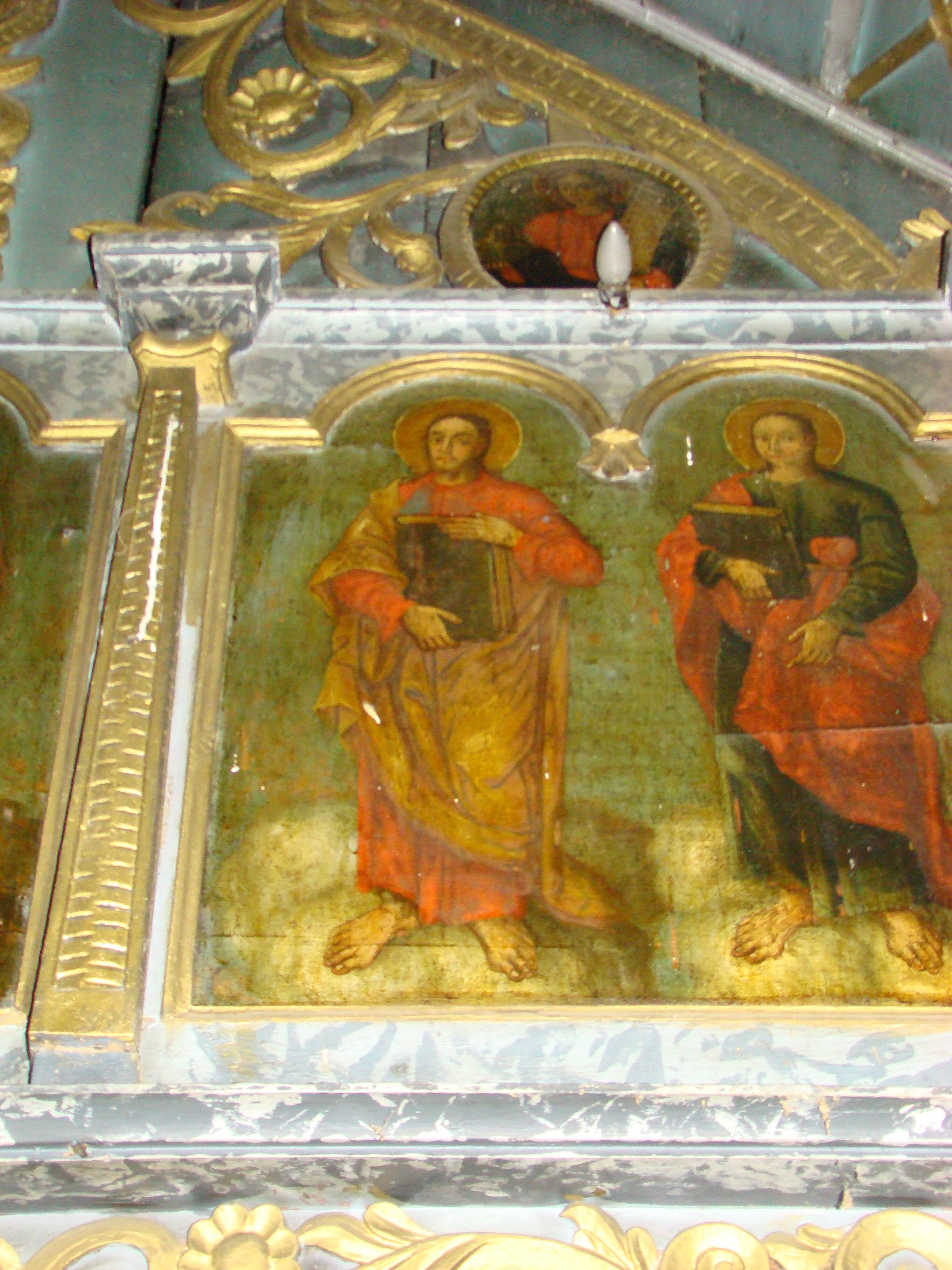
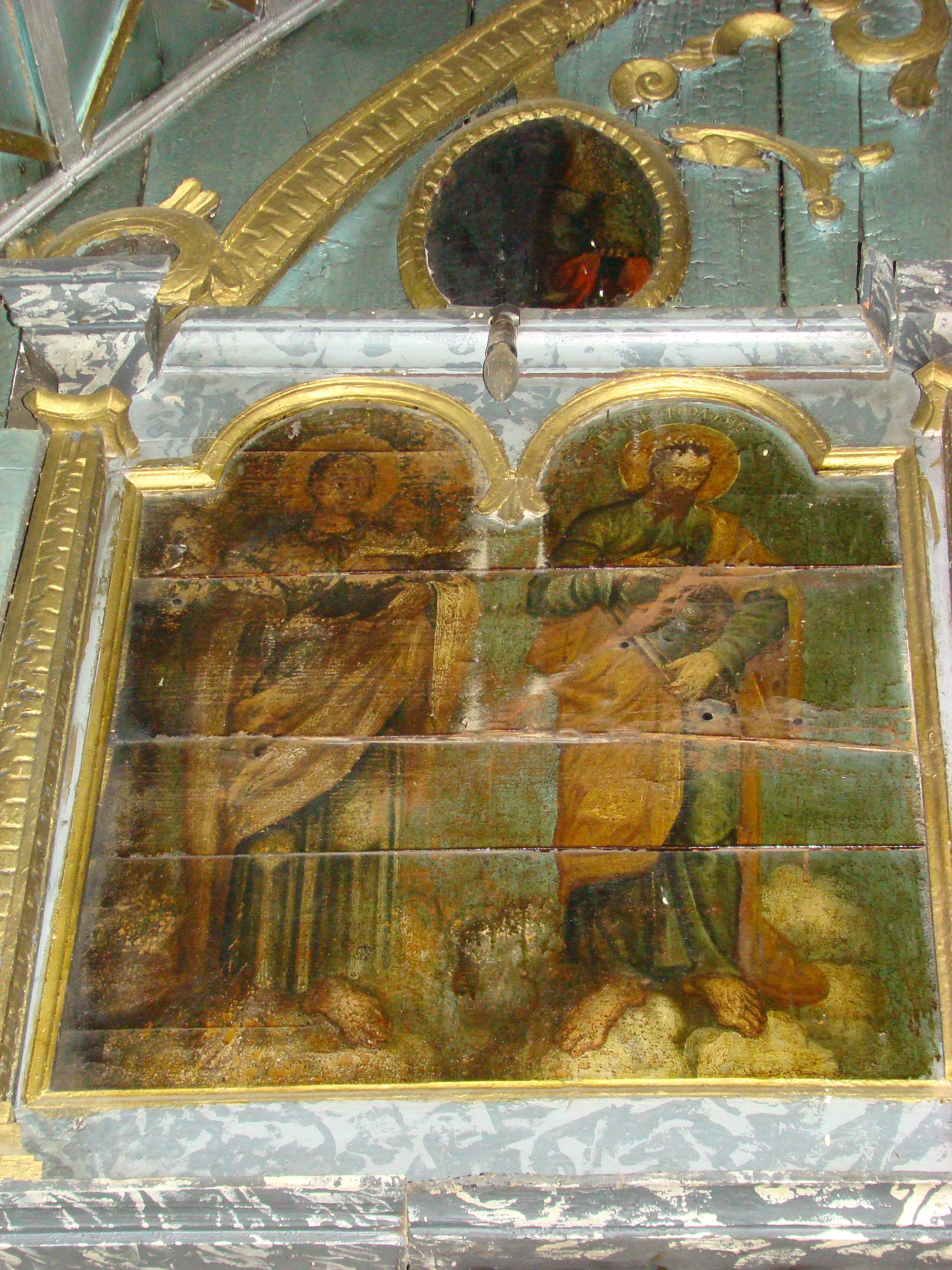
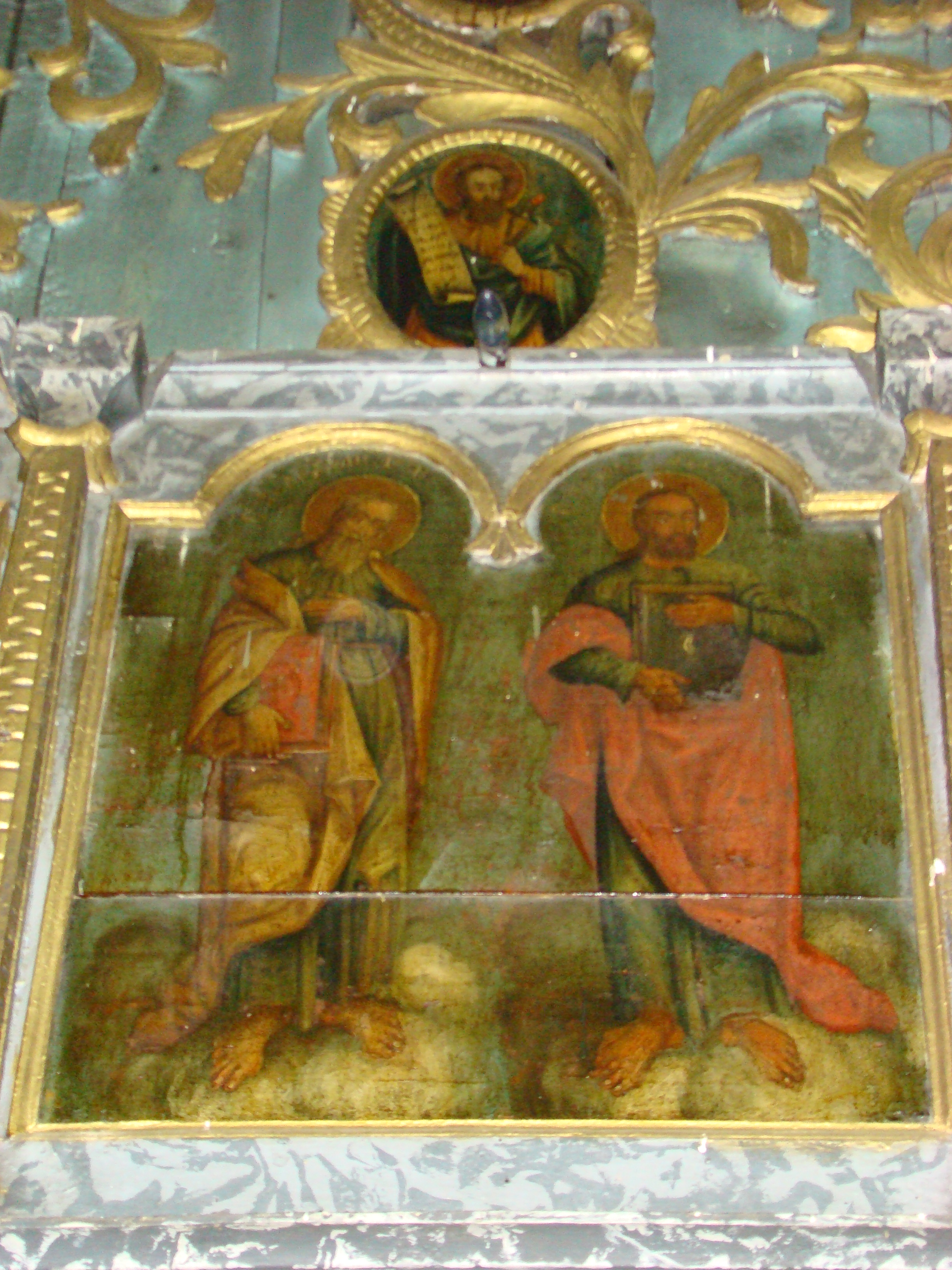
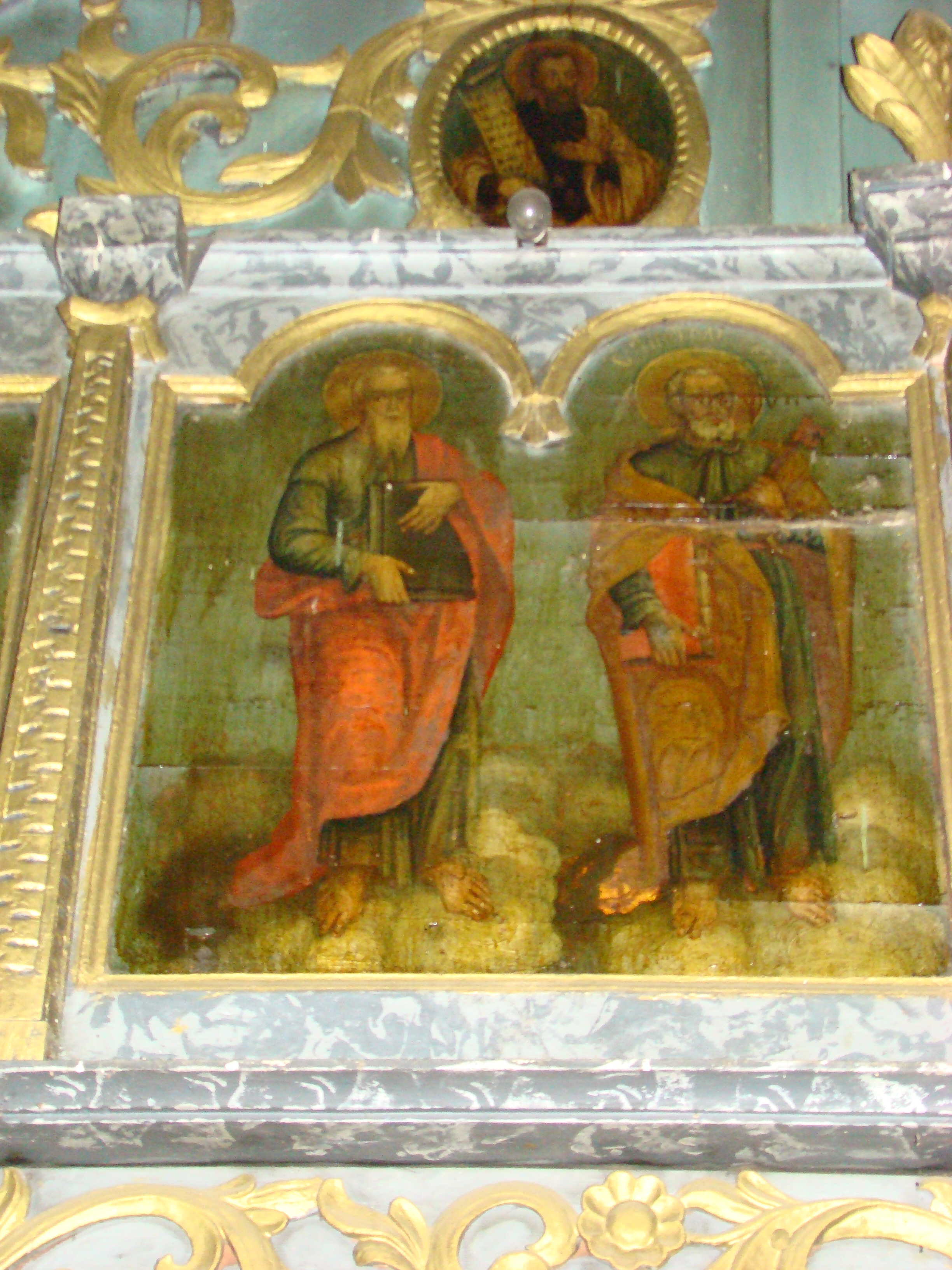
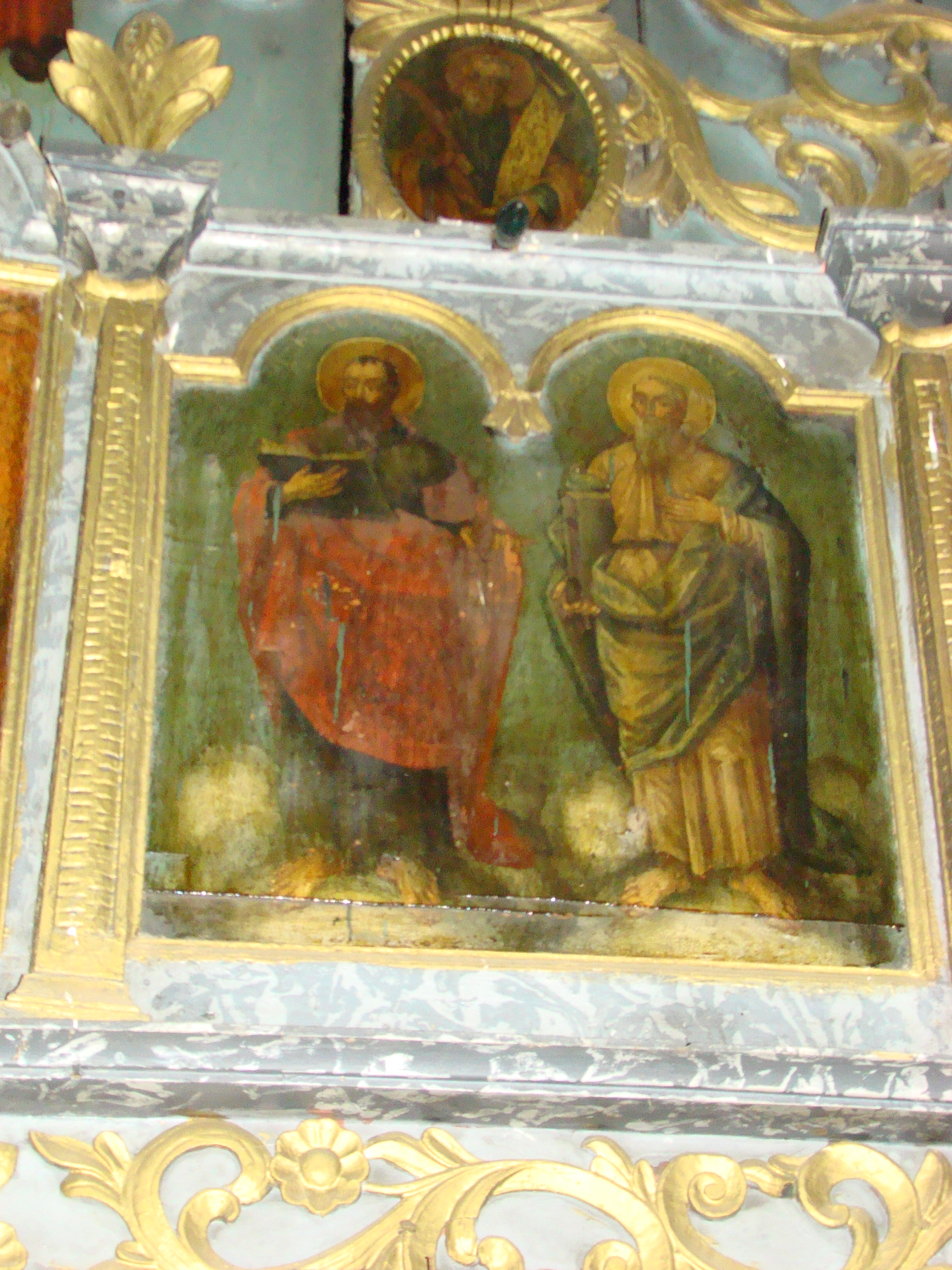
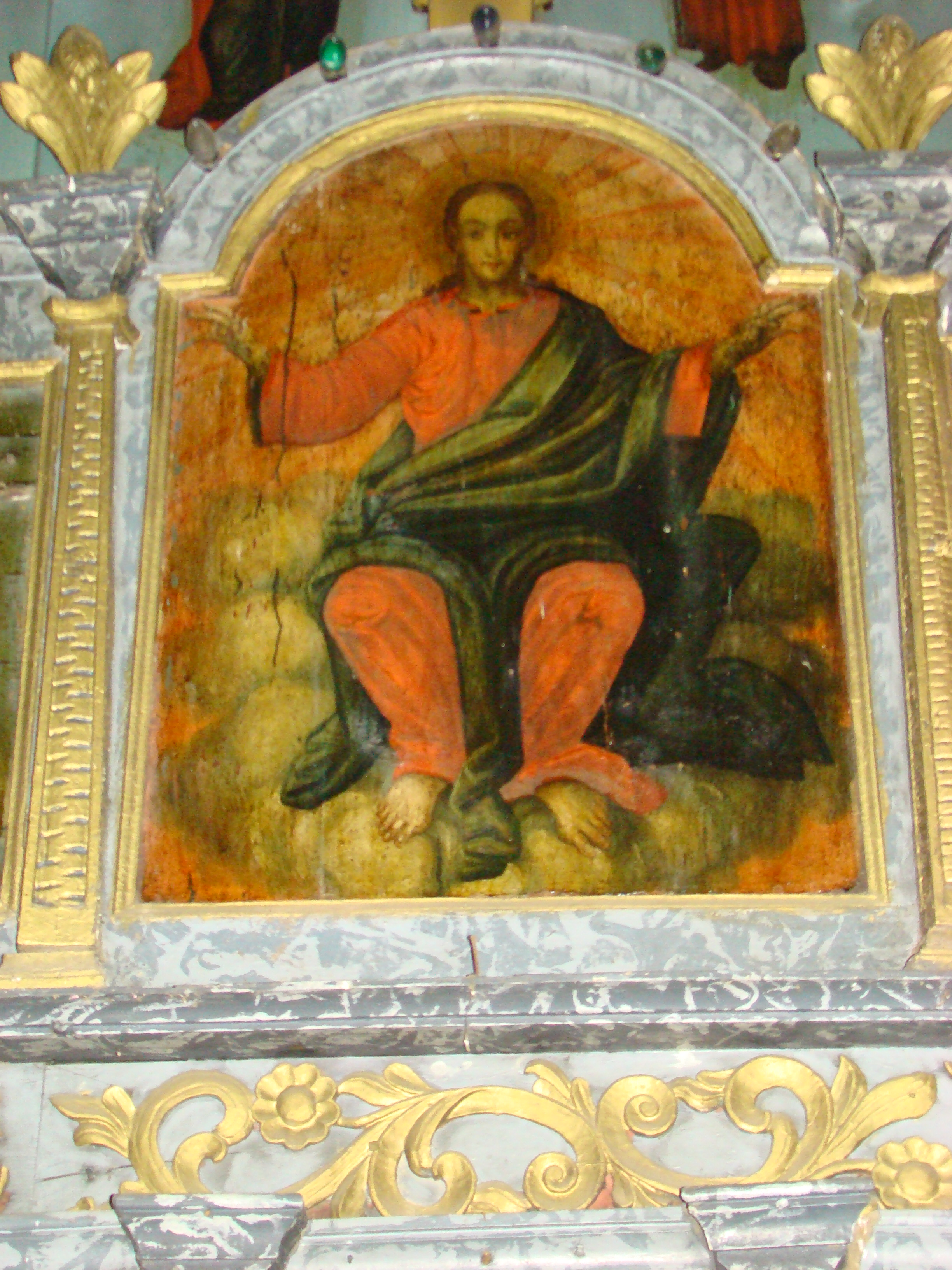
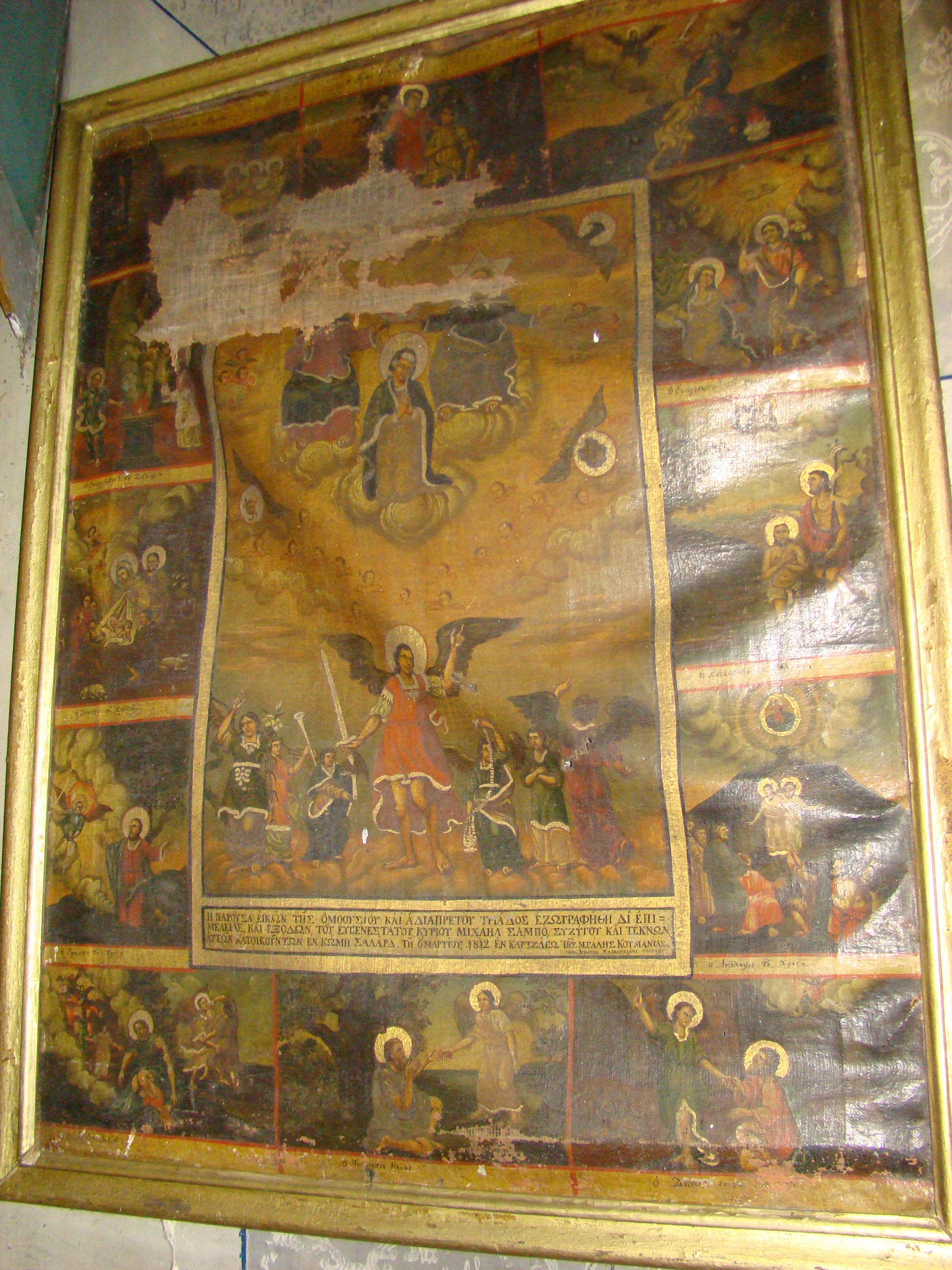
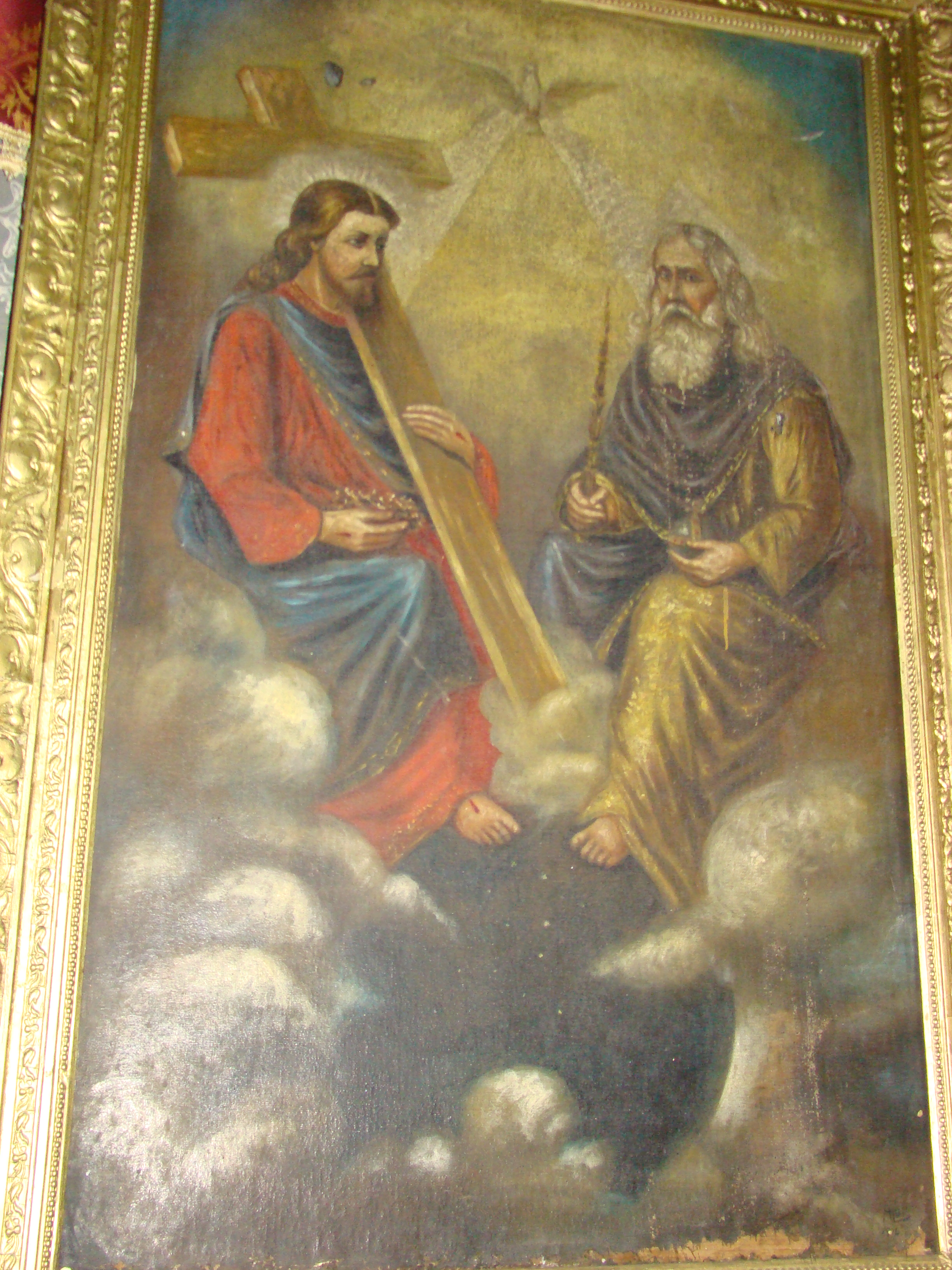
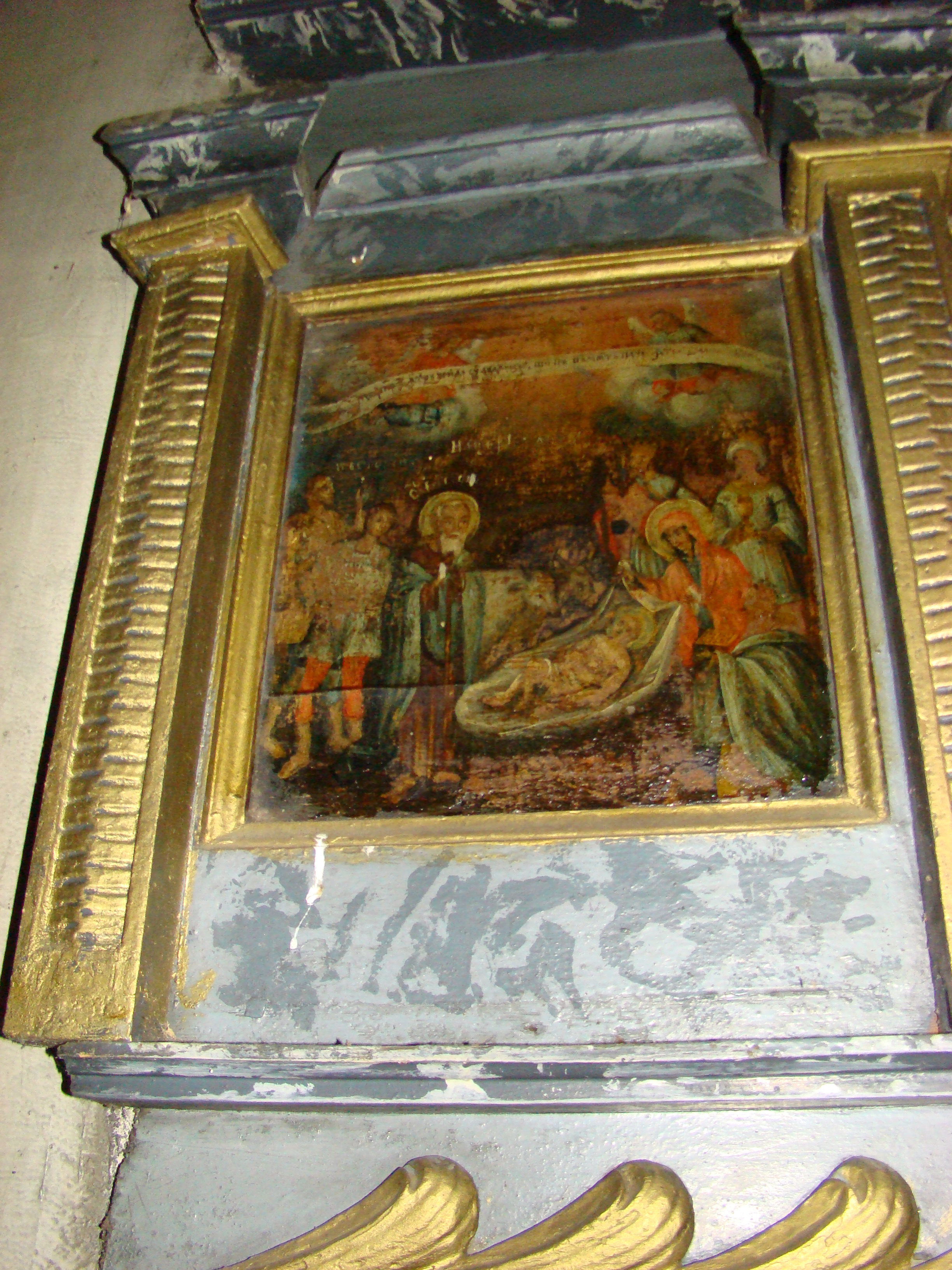
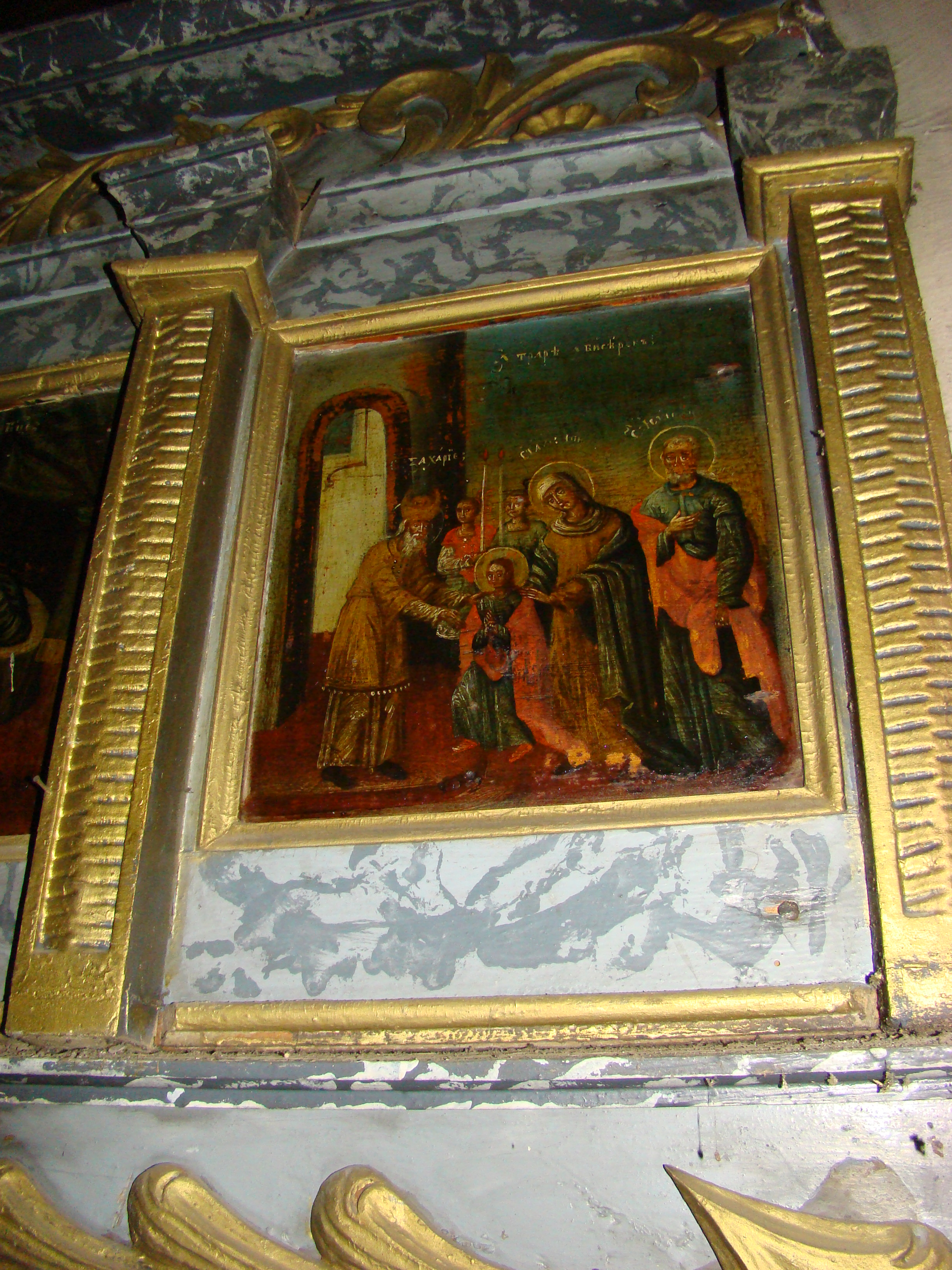
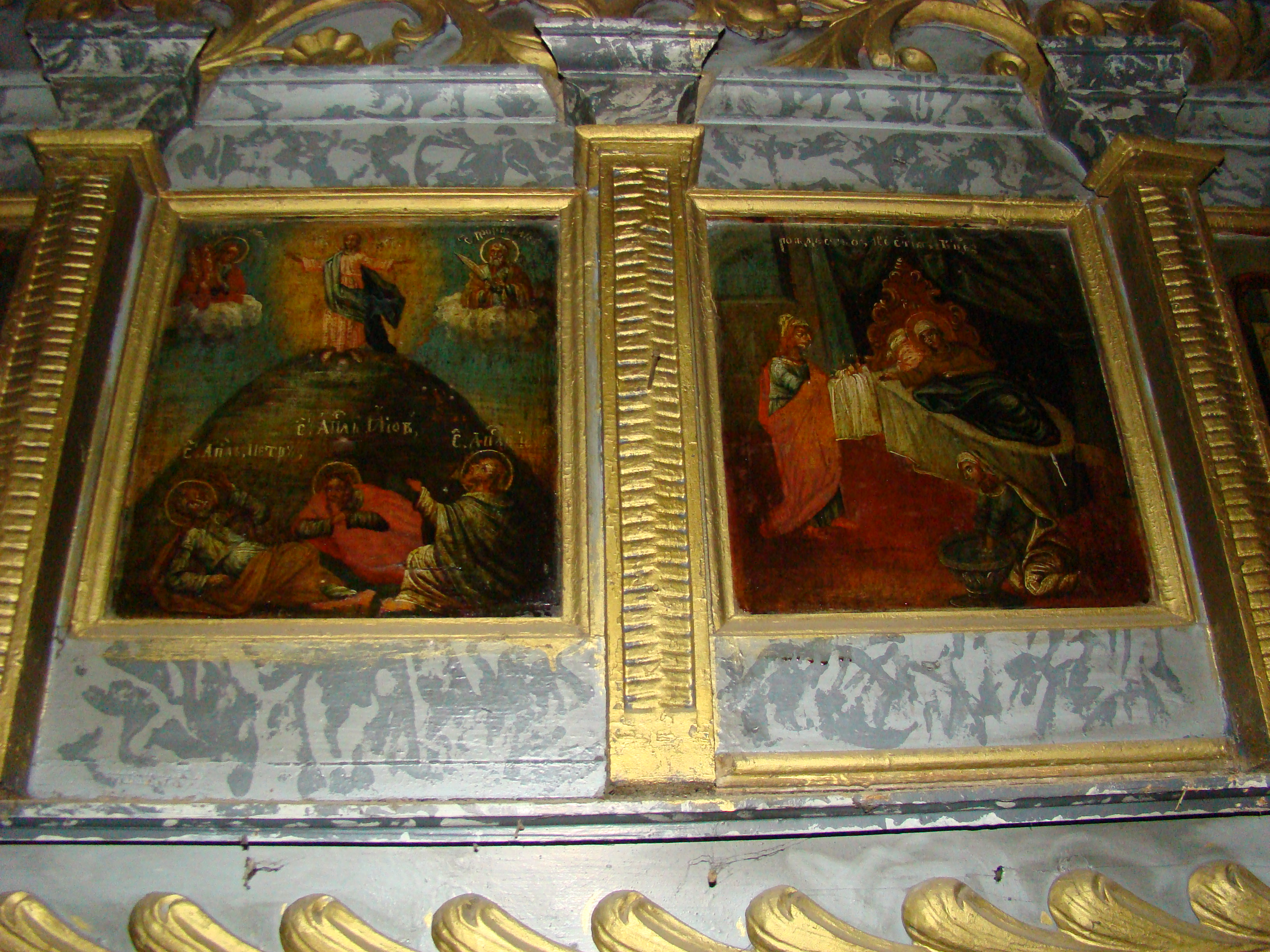
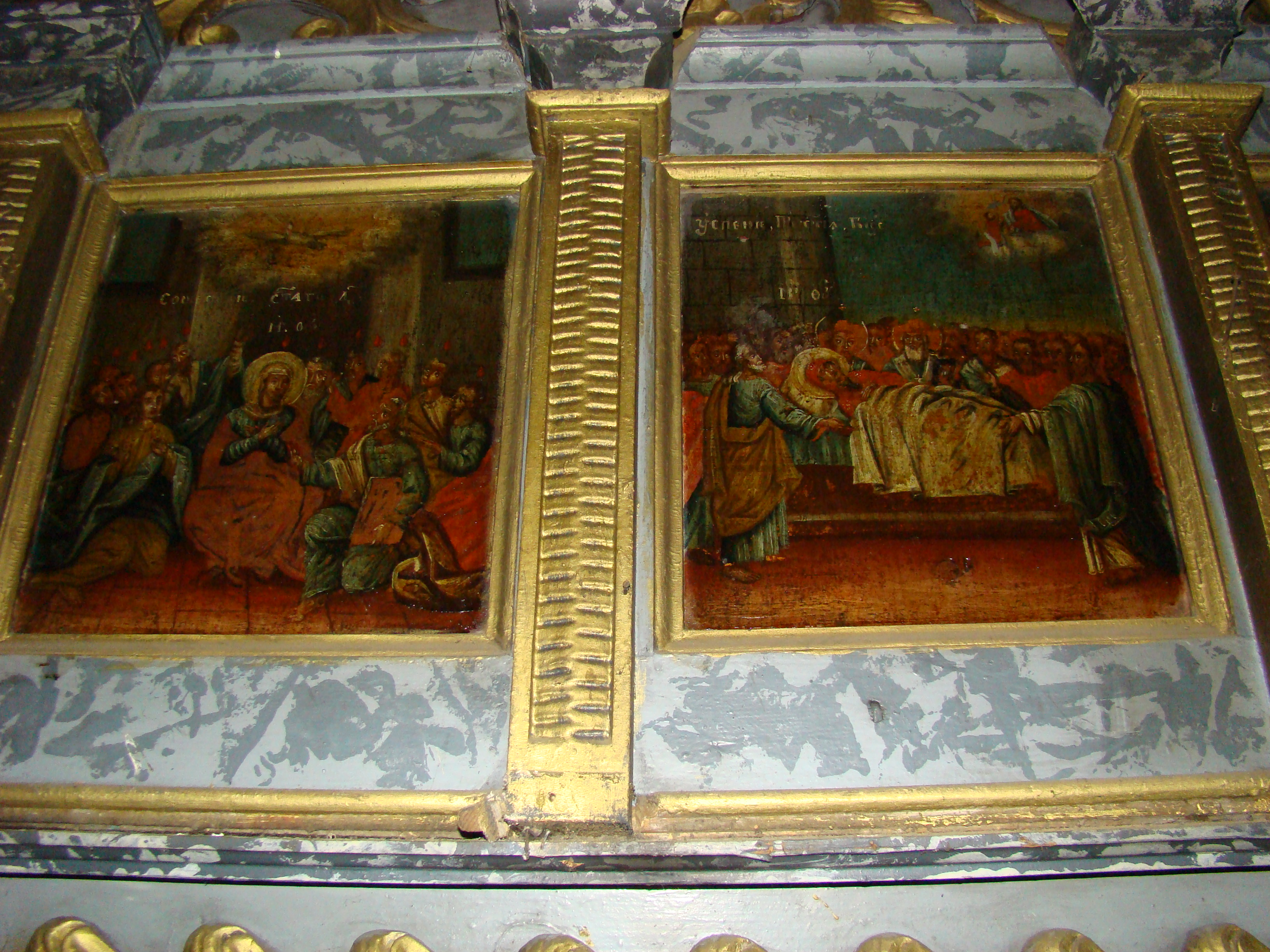
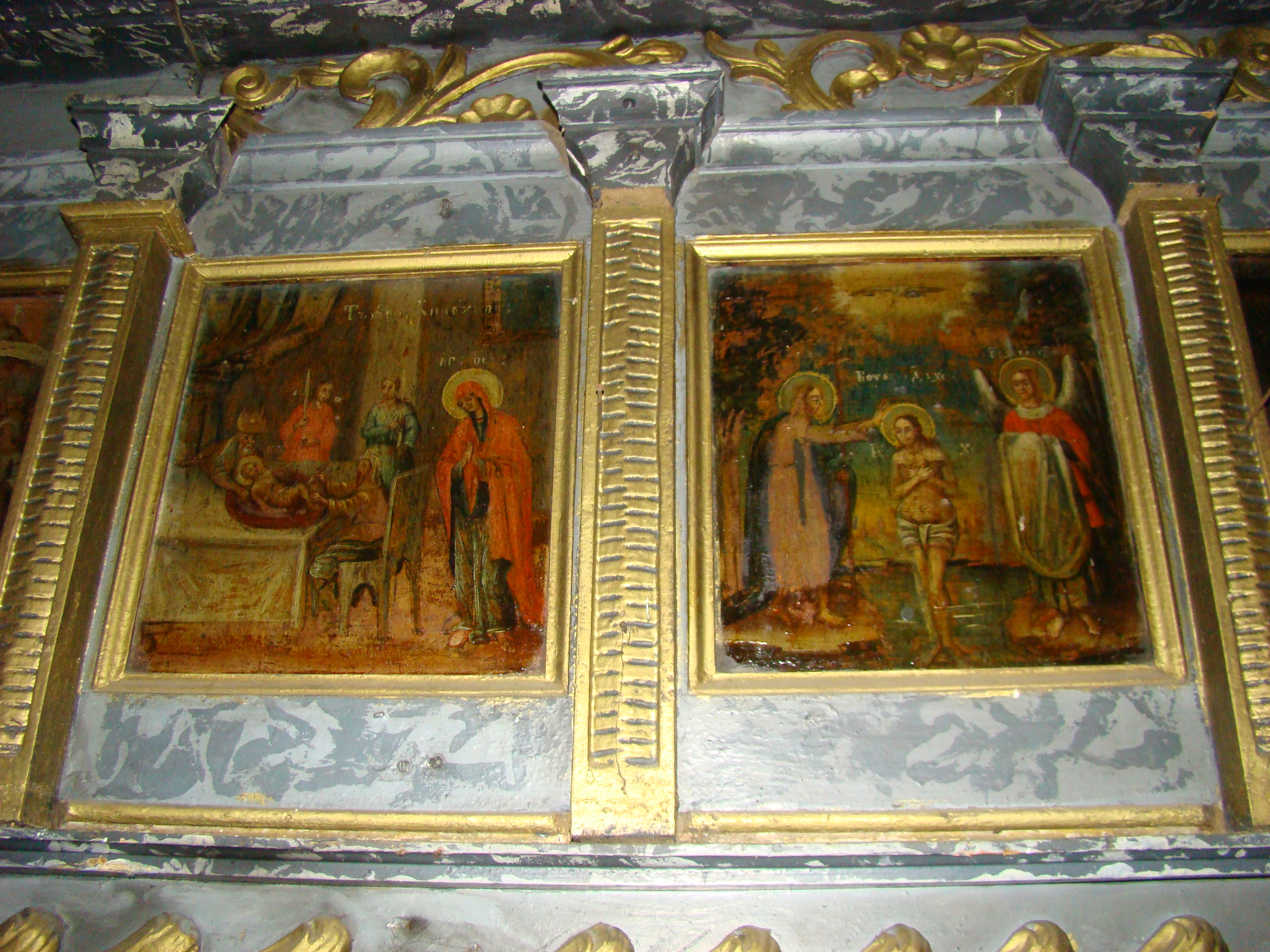
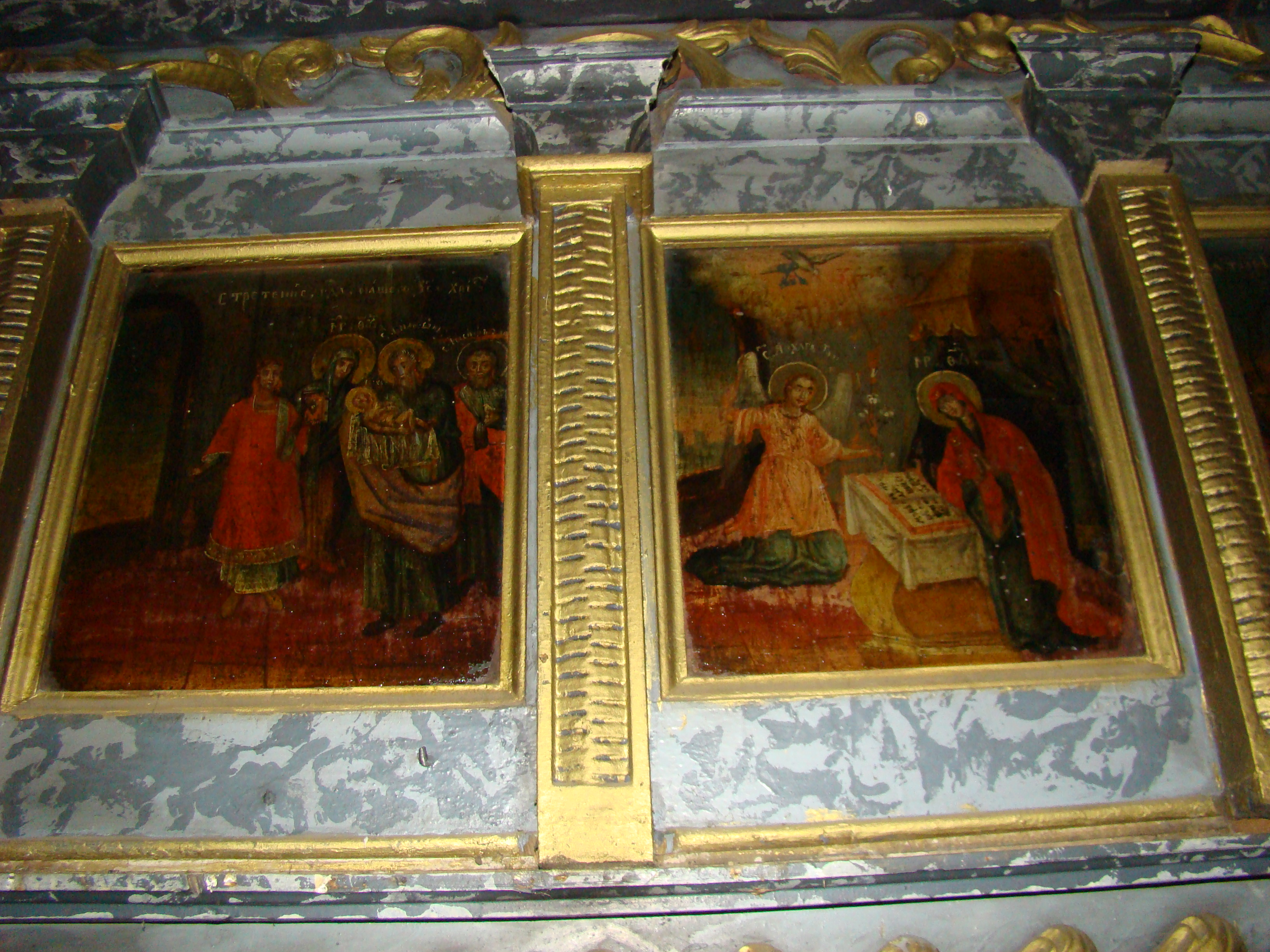
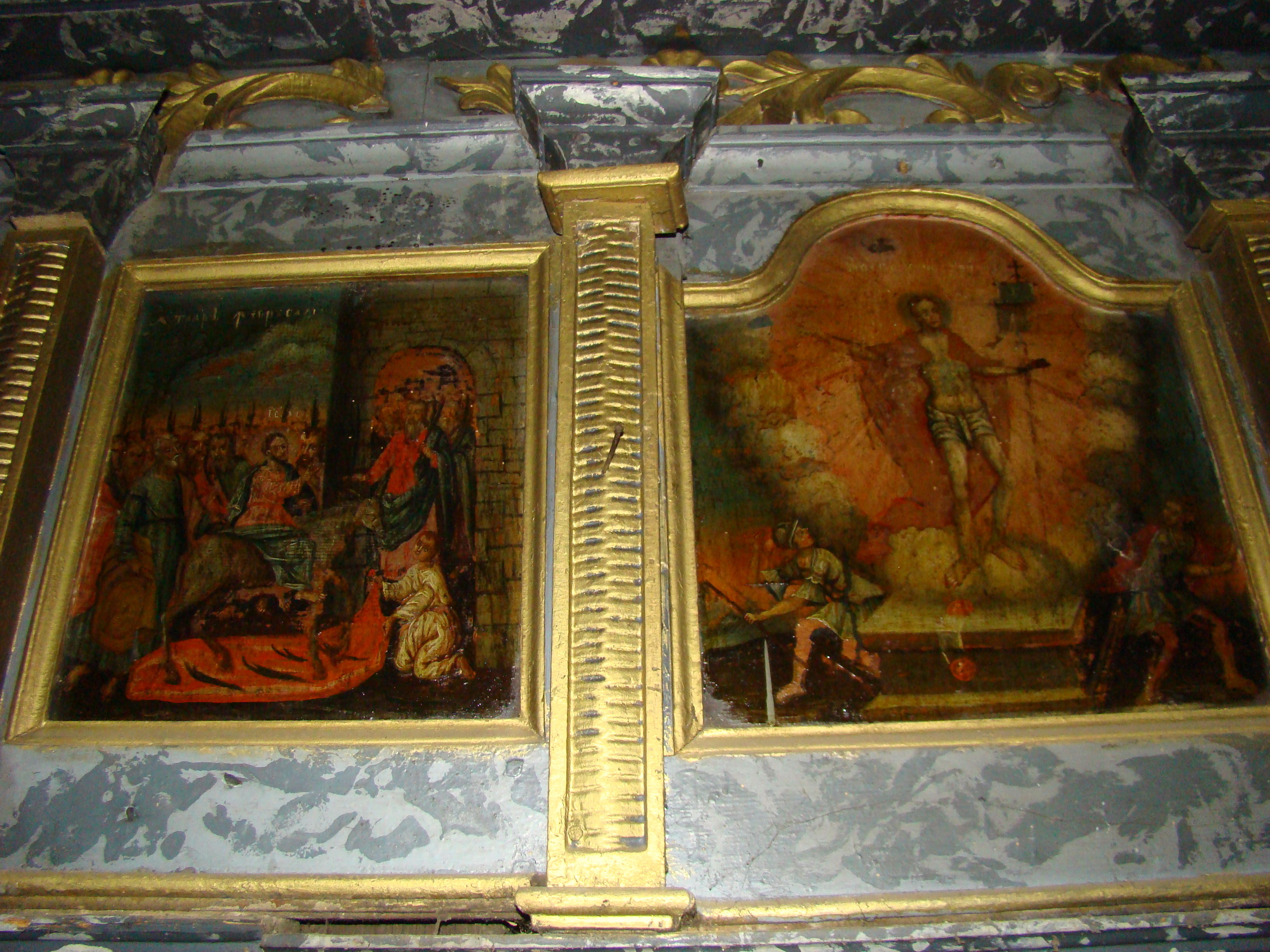
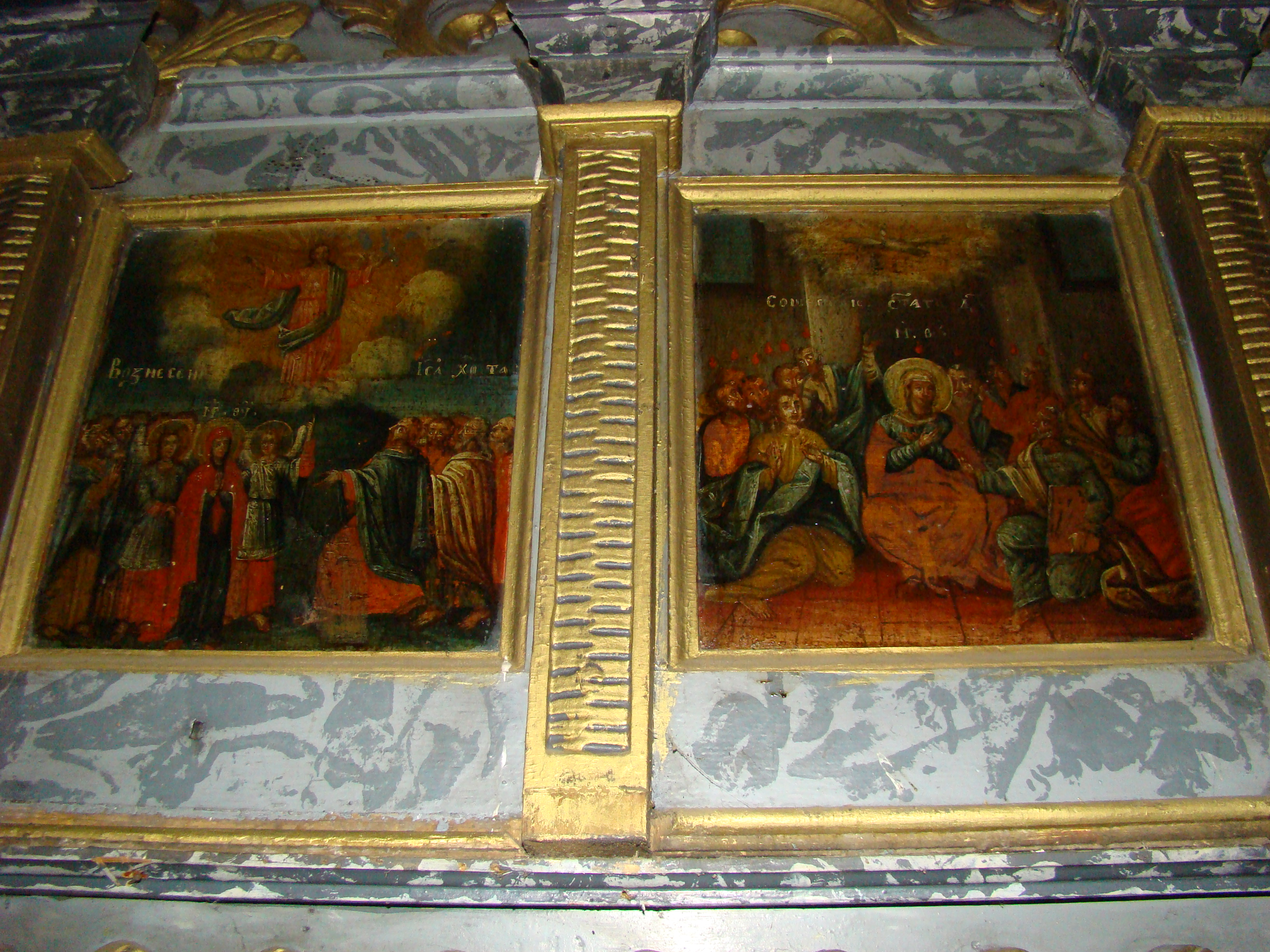
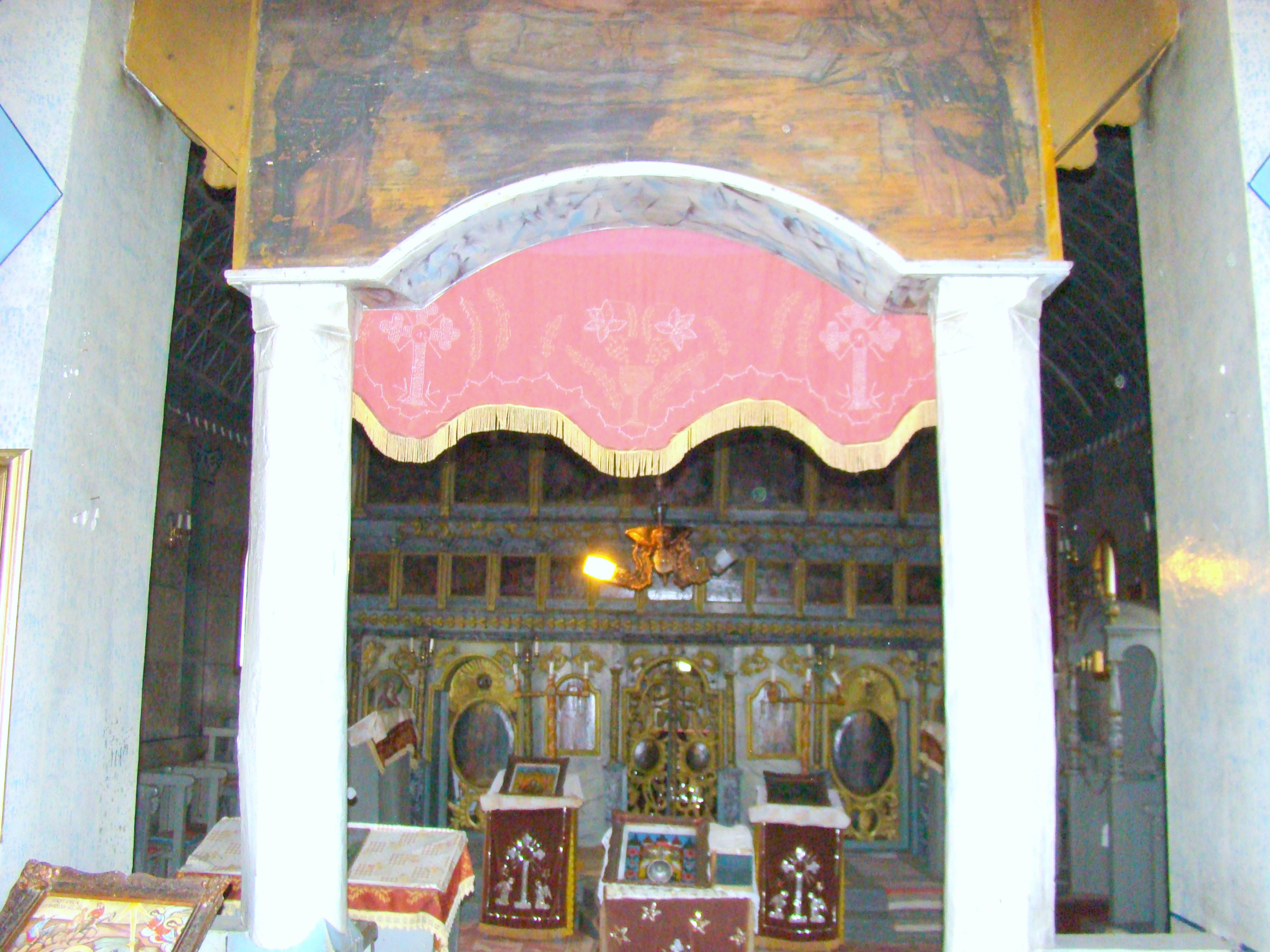
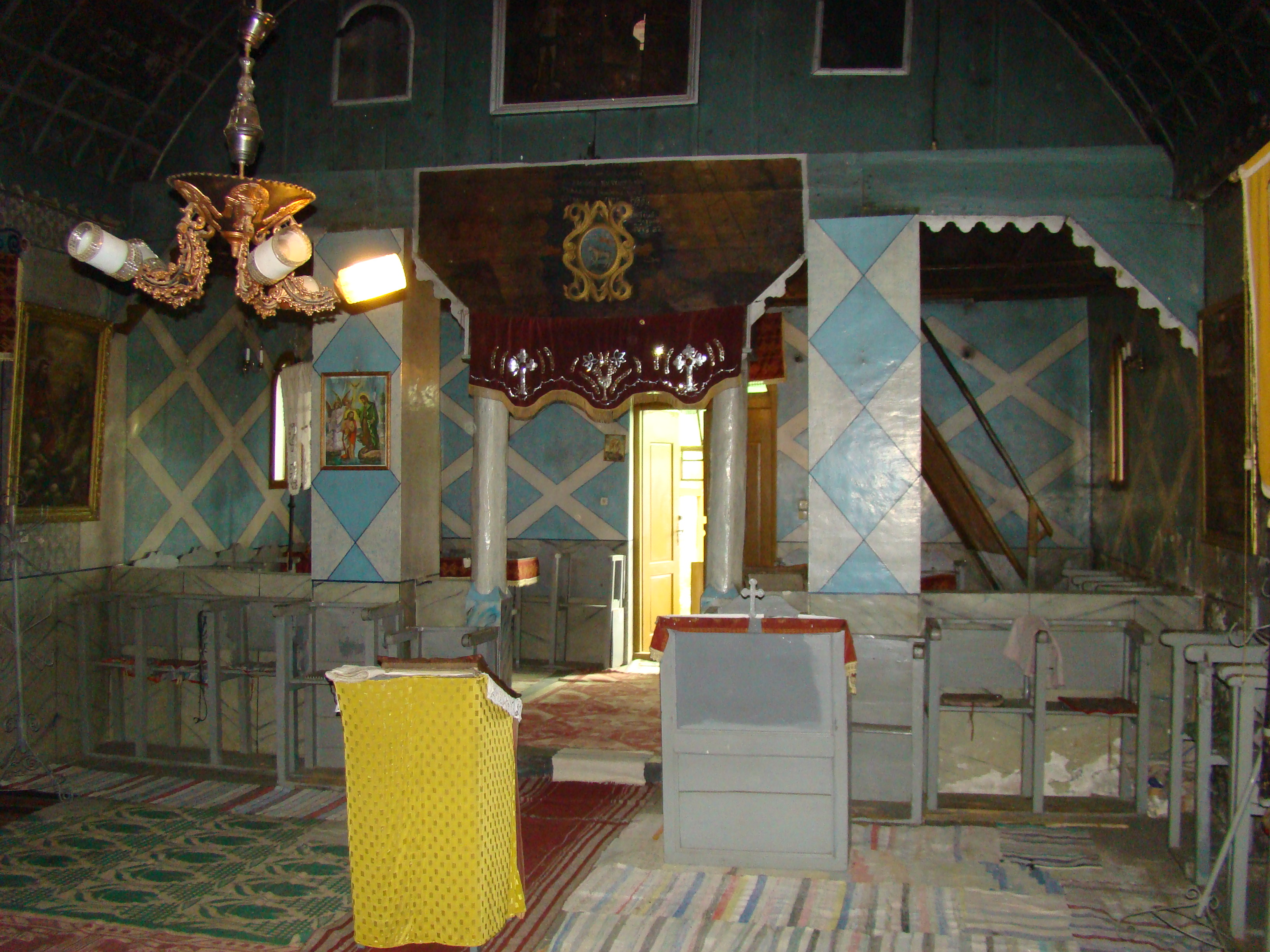